# Geschiedenis van Tibet

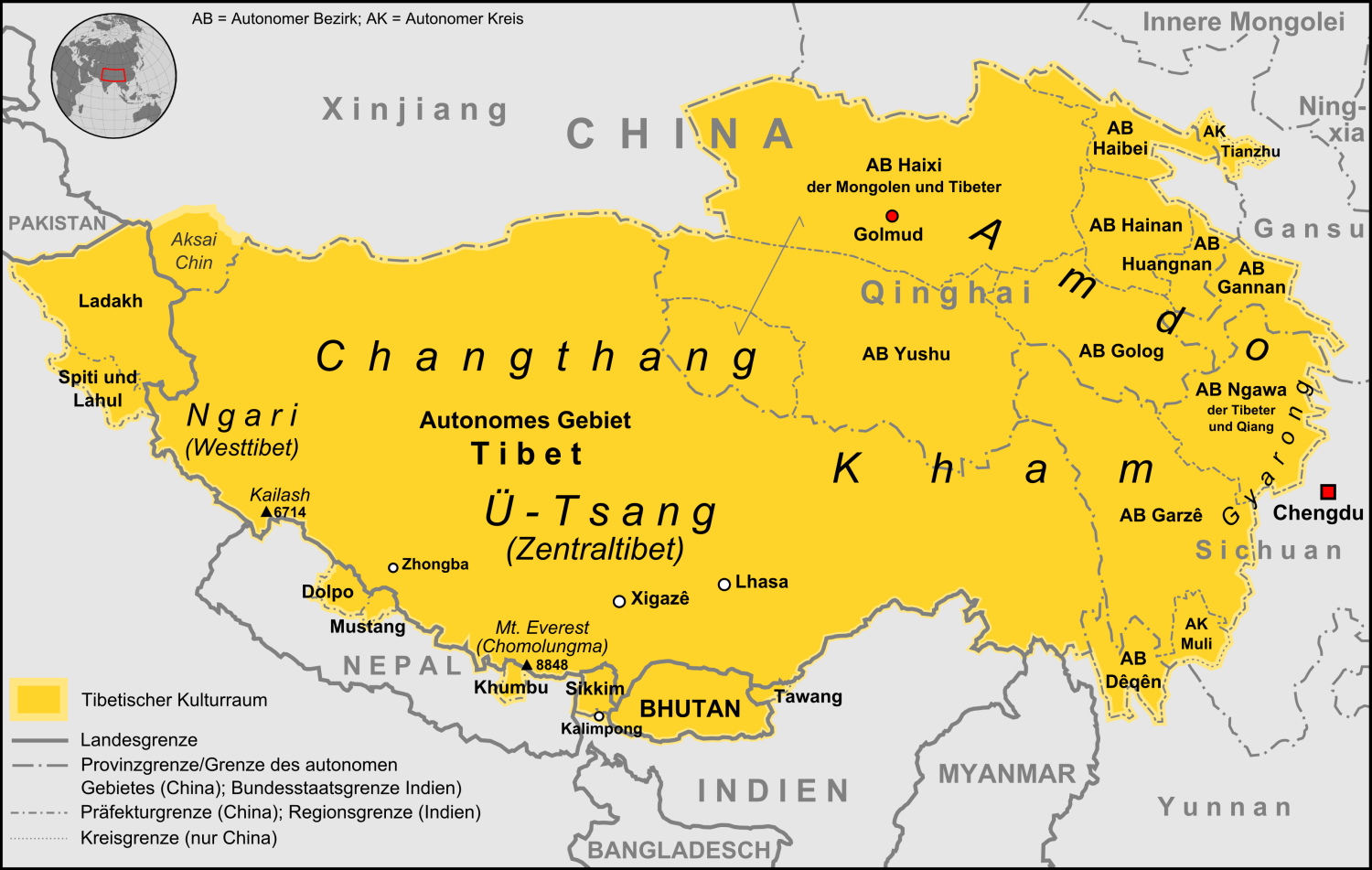
Het historisch Tibetaans cultuurgebied

Dit artikel geeft een overzicht van een geschiedenis van Tibet. Tibet ligt tussen de twee oude beschavingen China en India. Het gebied wordt gescheiden van China door de bergketens in het oosten van het Tibetaans Hoogland en van India door het Himalayagebergte. In de tweede helft van zowel de zevende als de achtste eeuw was Tibet een van de machtigste rijken in Centraal-Azië. Daarna breekt een eeuwenlange politieke fragmentatie van het gebied aan. Vanaf de veertiende eeuw waren de dominantste politieke krachten in Tibet een aantal Mongoolse en regionale heersers, de vijfde dalai lama, de Qing-dynastie, Tibetaanse regenten en de dertiende dalai lama.
In de eerste helft van de twintigste eeuw was er sprake van een de facto onafhankelijkheid van Tibet. Sinds 1951 maakt Tibet deel uit van de Volksrepubliek China, een situatie die sinds 1959 wordt betwist door een regering in ballingschap.
Sinds het eind van het 1e millennium en in het 2e millennium heeft het Tibetaans boeddhisme een groot stempel gedrukt op de geschiedenis van Tibet. De invloed van de Tibetaanse cultuur is in de eenentwintigste eeuw nog aanwezig in het noorden van Nepal, in Bhutan, in delen van het huidige India, zoals Ladakh, Arunachal Pradesh en Sikkim, in Mongolië en in delen van Rusland, zoals Toeva, Kalmukkië en Boerjatië.
Naast het Tibetaans boeddhisme heeft zich in Tibet nog een andere en daarvan te onderscheiden vorm van boeddhisme ontwikkeld, die bekendstaat onder de naam Bön.
Het Tibetaans behoort tot de taalfamilie Tibeto-Birmaanse talen.

## Prehistorie

Locatie van het Tibetaans plateau

De prehistorie van Tibet is feitelijk de prehistorie van het Tibetaans plateau. De eerste menselijke bewoning op het plateau dateert van ongeveer 25.000 v. Chr. Er zijn sinds 1975 restanten van enkele tientallen plaatsen gevonden die gedateerd worden in het paleolithicum. Het geringe aantal plaatsen met een betrouwbare datering maakt het moeilijk om de migratieroutes naar het plateau vast te stellen. Er zijn auteurs die op basis van onderzoek met mitochondriaal DNA postuleren dat de oorspronkelijke bewoners van het plateau van Siberische of in ieder geval Noord-Aziatische afkomst zijn. Hoewel de onderzochte populatie gering is in aantal, zijn de meeste westerse auteurs geneigd een afkomst uit het noorden van Azië serieus te nemen.
De neolithische periode op het plateau begint ongeveer 8000 v. Chr. De meest controversiële vraag over de neolithische periode op het centrale plateau, is de vraag naar de afstamming van de huidige Tibetanen. Er is bij onderzoekers toenemend draagvlak voor een model dat uitgaat van een combinatie van demische diffusie en acculturatie. Het gebied van het huidige Sichuan is de meest waarschijnlijke regio waar een neolithical package (overkoepelende term die duidt op archeologische vondsten die, in samenhang beschouwd, een neolithische cultuur aannemelijk maken) is aangetroffen. In die opvatting kan de best onderzochte neolithische vindplaats, Karuo, ontstaan zijn door een demische verspreiding vanuit Sichuan. Een verdere verspreiding van het 'neolithische pakket' naar de hoogst gelegen delen van het plateau zou voor een deel van demische aard kunnen zijn en voor een ander deel het resultaat van acculturatie. Het acculturatiemechanisme zou de beste verklaring zijn voor de aanwezigheid van Centraal-Aziatische en Siberische genetische kenmerken in Tibetaanse populaties op de hoogste delen van het plateau.
Er bestaat consensus onder Tibetkenners dat de huidige populatie op het plateau niet Tibetaans is geworden als gevolg van een gemeenschappelijke genetische afkomst, maar als gevolg van twee millennia culturele geschiedenis: tot in de achttiende eeuw hebben processen van tibetanisering plaatsgevonden.
In het laatste deel van de prehistorie (ca. 200–ca. 650) ontstonden in Zhangzhung en in Centraal-Tibet samenlevingen die gekenmerkt werden door onderling met elkaar strijd leverende clans. Er waren koninklijke dynastieën die geacht werden van sacrale oorsprong te zijn. In feite bestonden deze uit de machtigste clanleiders.
Vanaf de vijfde eeuw wisten sommige clanleiders anderen duurzamer te onderwerpen. In Centraal-Tibet was aan het eind van de zesde eeuw de clanleider met de titel Tsenpo (De Machtige), die heerste in het gebied van de Yarlung-vallei, de belangrijkste geworden. Deze dynastie leverde in de historische tijd, die omstreeks het midden van de zevende eeuw aanvangt, de monarchen van het Tibetaanse rijk.

## Tibetaanse rijk (ca. 600–ca. 860)
De expansie van het rijk was begonnen in de periode van Namri Songtsen (overleden 619). Door een politiek van strategische coalities en veroveringen wist hij het rijk uit te breiden met het gebied van de Sumpa. Dat was het westelijk deel van Kham en Amdo. Veroveringen in het westen brachten het noordelijk deel van Tsang tot aan de grens met het koninkrijk Zhangzhung.

### Omvang van het rijk
In de periode van zijn zoon Songtsen Gampo (605–650) werd tussen 636 en 640 Zhangzhung veroverd. In het gebied van Kokonor had zich in de derde eeuw een Turkstalig nomadenvolk, de Azha gevestigd. Vanaf het begin van de zevende eeuw was het in feite een bufferstaat tussen het gebied van de Tang-dynastie en het Tibetaanse rijk. Omstreeks 634 zond de Tang-dynastie een leger naar het gebied dat de Azha versloeg. Dit bracht de Tang-dynastie in conflict met het Tibetaanse rijk. Songtsen Gampo viel in 638 het gebied binnen, versloeg de Azha en begon invallen op Chinees grondgebied te organiseren. Ook het oostelijk deel van Amdo werd op deze wijze onderdeel van het Tibetaanse rijk.
Met deze veroveringen was vrijwel het gehele Tibetaanse plateau voor het eerst onder een verenigd bestuur gebracht. De menskracht, buitgemaakte goederen en andere rijkdommen die met de verovering voor Tibet beschikbaar kwamen, droegen bij aan verdere veroveringen. Aan het eind van de regeerperiode van Songtsen Gampo was Nepal tot een vazalstaat gemaakt en maakte het gebied van de huidige deelstaat Arunachal Pradesh en Sikkim deel uit van het Tibetaanse rijk.

Centraal-Tibet verdeeld in vier zogenaamde Hoorns: Dbu-ru, G yas-ru, G yo-ru en Ru-lag. De bruin gekleurde gedeelten in het oosten van de kaart zijn gebieden die eind zevende eeuw nog een zekere autonome status hadden.

In de tweede helft van de zevende eeuw voltrok de expansie van het Tibetaanse rijk zich met een grote snelheid. Rond 670 waren het gebied rond Kashgar en stadstaten als Khotan en Kucha veroverd. Het kanaat van de Westelijke Turken, een van de opvolgers van het rijk van de Göktürken, was een Tibetaanse vazalstaat geworden. Een bestuurlijke reorganisatie van Centraal-Tibet verdeelde het gebied in vier zogenaamde Hoorns: Dbu-ru ("centrale hoorn"), G yas-ru ("rechterhoorn"), G yo-ru ("linkerhoorn") en Ru-lag ("additionele hoorn"). Ieder van de vier Hoorns was opgesplitst in twee delen: Dbu-ru stod en Dbu-ru smad, G yas-ru stod en G yas-ru smad, G yo-ru stod en G yo-ru smad, en Ru-lag stod en Ru-lag smad. In principe had elke Hoorn tien districten van – theoretisch – duizend huishoudens. In iedere Hoorn was een van die districten de belangrijkste plaats voor de uitvoering van administratieve maatregelen op burgerlijk en militair gebied.
In de eerste helft van de achtste eeuw verplaatste de strijd tussen het Tibetaanse rijk en het China van de Tang-dynastie zich naar het westelijk gelegen deel van de Zijderoute en omringende gebieden. Vanaf 715 mengden zich ook andere groeperingen en partijen in die strijd, als de Arabieren, de Türgesh, een confederatie van Turkstalige volksstammen, de Karlukken en later de Oeigoeren.

Het Tibetaanse rijk en dat van de Tang-dynastie rond 740

De Tibetanen behaalden enige militaire successen, maar over het algemeen was het Tibetaanse rijk in die periode in het defensief. Vanaf 738 tot 754 viel de Tang-dynastie Tibet op vele fronten aan. Even na 750 had Tibet vrijwel alle eerdere veroveringen in Centraal-Azië moeten opgeven. Feitelijk werd Tibet gered door de opstand van An Lushan tegen de Tang-dynastie in 755. Die opstand werd in 757 uiteindelijk bedwongen, maar de Tang-dynastie kwam ernstig verzwakt uit de strijd. Dit gaf Tibet de gelegenheid om enige orde op zaken te stellen.

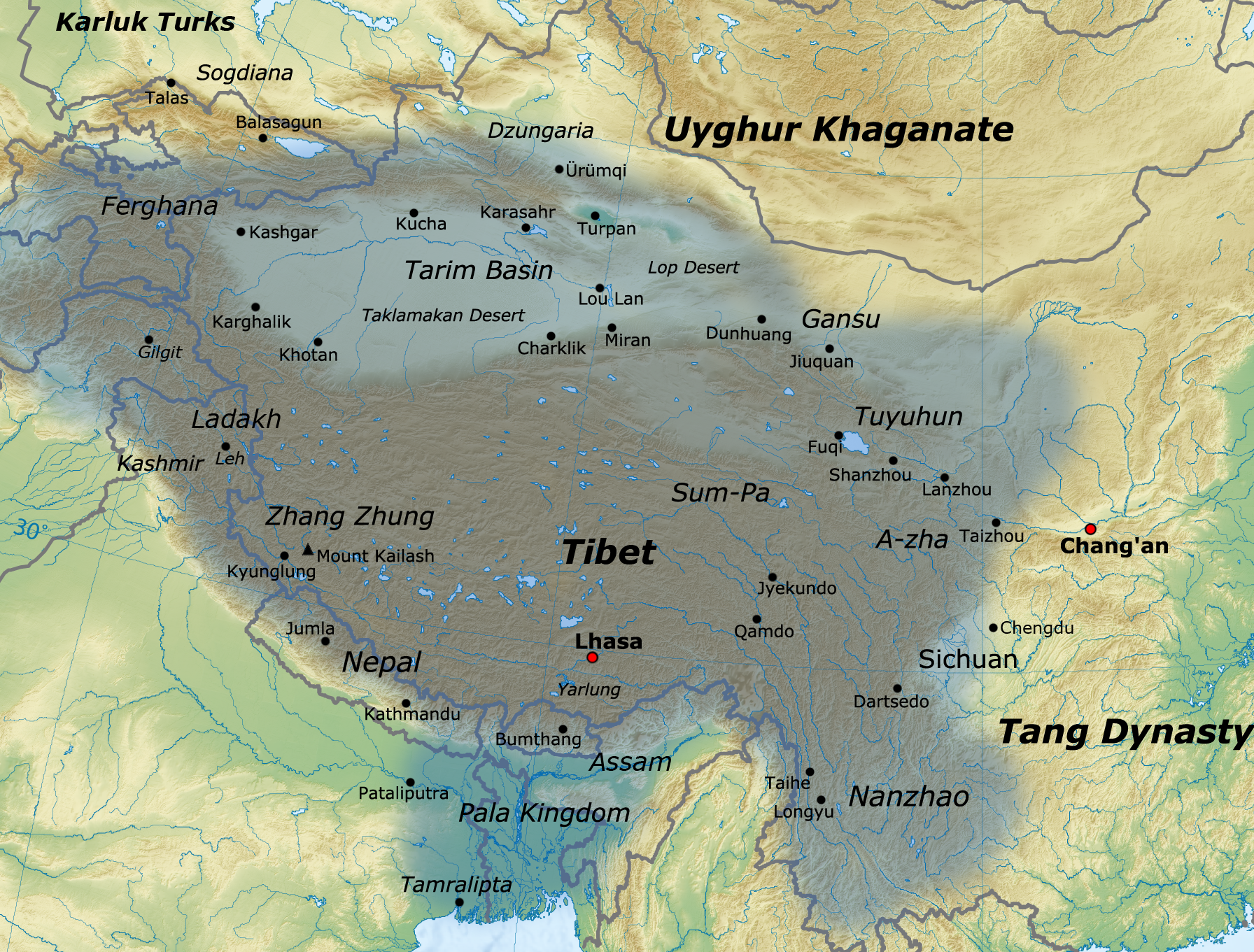
Omstreeks 800 bereikte het rijk zijn grootste omvang.

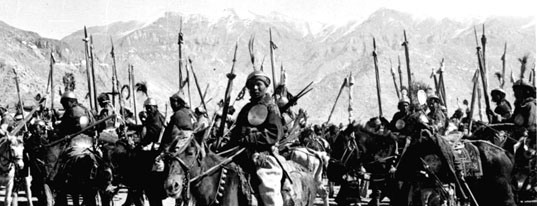
Foto uit 1942. Tibetaanse ruiters in ceremonieel kostuum presenteren zich als troepen uit de tijd van het Tibetaanse rijk.

In de regeerperiode van Trisong Detsen (742–800) bereikte het rijk de grootste omvang ooit. Khotan werd weer heroverd op de Chinezen, alsmede de omgeving van Lob Nuur en Dunhuang, een belangrijk entrepot aan de zijderoute en het centrum van het Chinese boeddhisme. Hiermee controleerde Tibet het grootste deel van de zuidelijke zijderoute en een belangrijk deel van de Hexicorridor in Gansu.
Net als vrijwel ieder ander feodaal rijk was ook het Tibetaanse voor het verkrijgen van extra economische middelen afhankelijk van steeds verdere expansie. De overschotten afkomstig van nieuw veroverde gebieden kwamen ten goede aan het hof en de regering en werden gebruikt om krijgsheren te belonen, die vervolgens weer nieuwe gebieden konden veroveren. Het Verdrag van Chang'an met China van 821 markeert het tijdstip in de geschiedenis van het Tibetaanse rijk dat er definitief een einde kwam aan de expansie. Na 821/822 verdween iedere vorm van een economisch overschot en werd spoedig een situatie van tekort bereikt.
In de periode van Ralpachan (806–841) had de boeddhistische geestelijkheid belangrijke machtsposities weten in te nemen. Ralpachan bleef ook na 820 de verspreiding van boeddhisme met genereuze schenkingen aan de religieuze gemeenschap ondersteunen. Bij een belangrijk deel van de aristocratische familieclans nam de weerstand tegen de in hun ogen excessieve en economisch niet meer verantwoorde bestedingen voor kostbare religieuze vertalingen, stichting van kloosters die van belasting vrijgesteld werden en andere boeddhistische projecten toe. Vermindering van hun eigen machtspositie speelde uiteraard ook een belangrijke rol.
De onrust hierover leidde in 841 tot de moord op Ralpachan. Zijn broer Langdarma (841–842) was de laatste koning van een min of meer verenigd rijk. Hij werd in 842 vermoord door de toenmalige abt van het klooster Samye. Na de moord op Langdarma verloor Tibet in ongeveer tien jaar tijd al zijn veroveringen in Centraal-Azië. Vanaf 850 begon een opstand tegen de laatste vormen van centraal gezag in het land, die uitmondde in een burgeroorlog. De oude clans besloten dat hun belang niet verder gediend was met binding aan de monarchie. In Tibet begon daarmee een eeuwen durende periode van fragmentatie.
De monarchie tijdens het Tibetaanse rijk en daarvoor werd geacht een sacraal karakter te hebben en van goddelijke herkomst te zijn. De koning was echter geen absolute vorst, maar moest als een primus inter pares regeren, die slechts zeker kon zijn van zijn positie zolang de clanleiders hem wensten te ondersteunen. Sterke koningen als Songtsen Gampo en Trisong Detsen konden de macht van de clans goed hanteren, maar een veel groter aantal koningen was feitelijk een marionet in hun handen. Een koning kon alleen succesvol zijn als hij kon zorgen dat de belangen van het koningschap en dat van de meeste clans samenvielen.

### Culturele ontwikkelingen

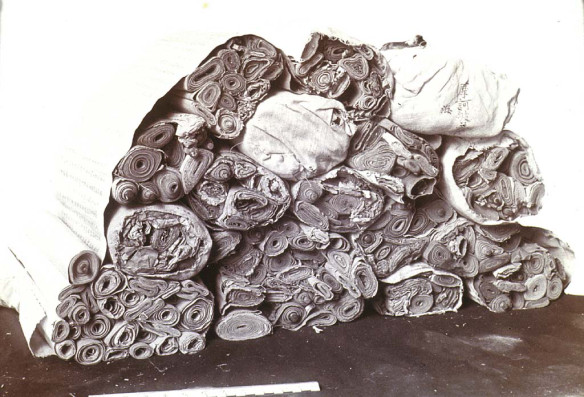
Grot 16 en een aantal manuscripten voor de ingang van grot 17 in Dunhuang

Een schriftsysteem werd in Tibet ontwikkeld tijdens het bewind van Songtsen Gampo. Het was sterk gebaseerd op toen bestaande systemen in Nepal en het noorden van India. Vanaf ongeveer 645 worden 'annalen' opgetekend, een traditie waarin jaarlijks verslag gedaan wordt van de belangrijkste gebeurtenissen. De belangrijkste bron van kennis van de geschiedenis van het rijk zijn de zogenaamde Tibetaanse annalen, waarvan begin twintigste eeuw een kopie gevonden werd in de verzameling manuscripten van Dunhuang.
In die periode van Songtsen Gampo werd ook een begin gemaakt met de opstelling en codificatie van een vorm van wetgeving. Het resultaat zou op schrift gesteld worden in de periode van zijn opvolger Mansong Mangtsen, door de belangrijkste minister van die periode Gar Tongtsen.
De belangrijkste ontwikkelingen zijn echter op religieus gebied. In de klassieke Tibetaanse geschiedschrijving is het rijk vanaf het bewind van Songtsen Gampo al een boeddhistisch rijk. Strikt historisch gezien is het niet geheel uitgesloten dat er tijdens de periode van Songtsen Gampo al enige boeddhistische aanwezigheid getolereerd werd in Tibet. Het moet dan echter om een zeer beperkt aantal individuen gehandeld hebben.

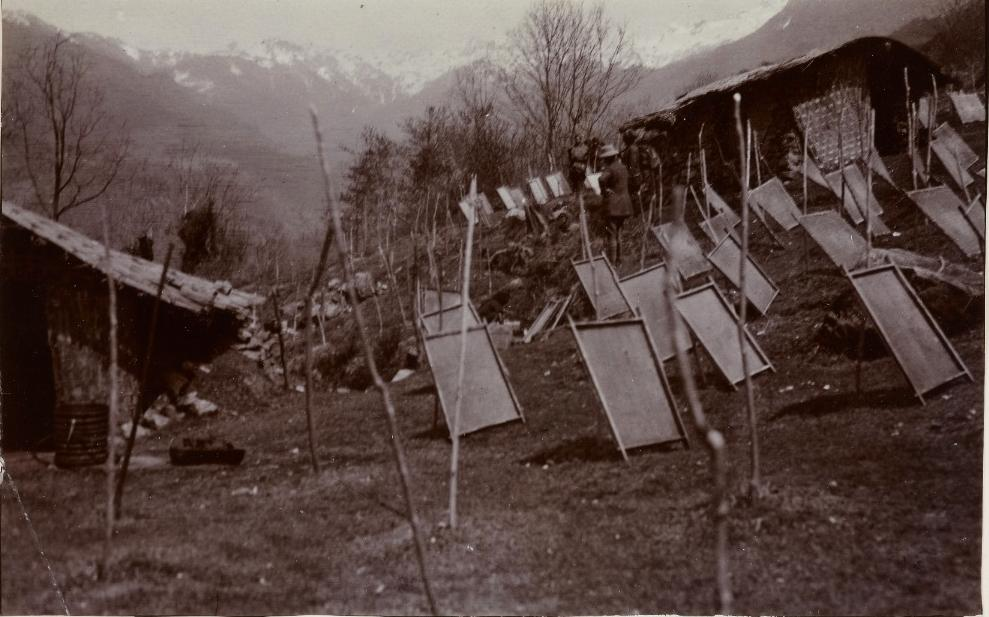
Vanaf het midden van de zevende eeuw werd in Tibet papier gemaakt.

Aanwezigheid van boeddhisme op enige schaal komt pas ruim honderd jaar later voor tijdens het bewind van Trisong Detsen. Maar in die tweede helft van de achtste eeuw was er ook nog sprake van een grote religieuze diversiteit. Het rijk trok naast gelukzoekers ook vele personen uit omringende gebieden aan die aan het Tibetaanse hof en bij de elite hun overtuigingen wilden prediken. Daar waren vertegenwoordigers bij van al bestaande klassieke stromingen in het boeddhisme, zoals het Madhyamaka. Een voorbeeld daarvan is Shantarakshita. Maar ook mensen die bijvoorbeeld het Chinese Chan-boeddhisme wilden uitdragen, zoals Moheyan. Daarnaast arriveerden er uit India ook vele yogis en exorcisten. Ook vertegenwoordigers van de oude animistische religie en de bön waren aanwezig aan het hof.
De keus voor het boeddhisme van Trisong Detsen had vooral strategische motieven. Zolang Tibet een relatief besloten gebied was gebleven, was er nauwelijks behoefte aan een bron van autoriteit die buiten de oorspronkelijk Tibetaanse traditie van familieclans en animisme lag. De uitbreiding van het rijk, waardoor Tibetaanse koningen ook het gezag kregen over totaal andere etnische groepen dan Tibetanen, maakte een meer universele vorm van samenbinding en wetgeving noodzakelijk.
Het boeddhisme met opgeleide geleerden, zijn vertaalpraktijk, de aanwezigheid van bibliotheken in kloosters, bood daarbij de beste mogelijkheden. Boeddhisten spraken ook een internationale taal. Alle grote boeddhistische centra in Azië waren verbonden door de literaire erfenis van het Sanskriet. Het boeddhisme stuitte bij zijn introductie overigens op aanzienlijke weerstanden. Onder meer de legendes over de rol van Padmasambhava bij het bedwingen van preboeddhistische elementen maken dat duidelijk.

## Periode van fragmentatie (ca. 860–1250)
In de vier eeuwen tussen circa 860 en 1250 n.Chr. ondergaat Tibet een proces van fragmentatie. Dit tijdvak wordt vaak ingedeeld in twee periodes. De eerste kenmerkt zich door de vorming van in omvang relatief geringe vorstendommen en ministaatjes en wordt weleens aangeduid als de Periode van Lokale Hegemonie. In de tweede periode herstelt zich het georganiseerd boeddhisme en het kloosterleven in Centraal-Tibet met een groeiende machtspositie van de geestelijkheid als gevolg. Die periode wordt dan ook wel aangeduid als de Periode van de Monastieke Hegemonie.

### Periode van Lokale Hegemonie (ca. 860–ca. 1050)
In de klassieke Tibetaanse geschiedschrijving had Langdarma twee zoons, Ösung (overleden 893) en Yumtän. Hedendaagse tibetologen twijfelen er niet aan dat Ösung daadwerkelijk heeft bestaan. Er is wel twijfel over het vaderschap van Langdarma. Er is op zijn minst grote twijfel of Yumtän ooit heeft bestaan. Er was in ieder geval een zeer onduidelijke situatie rondom de opvolging.

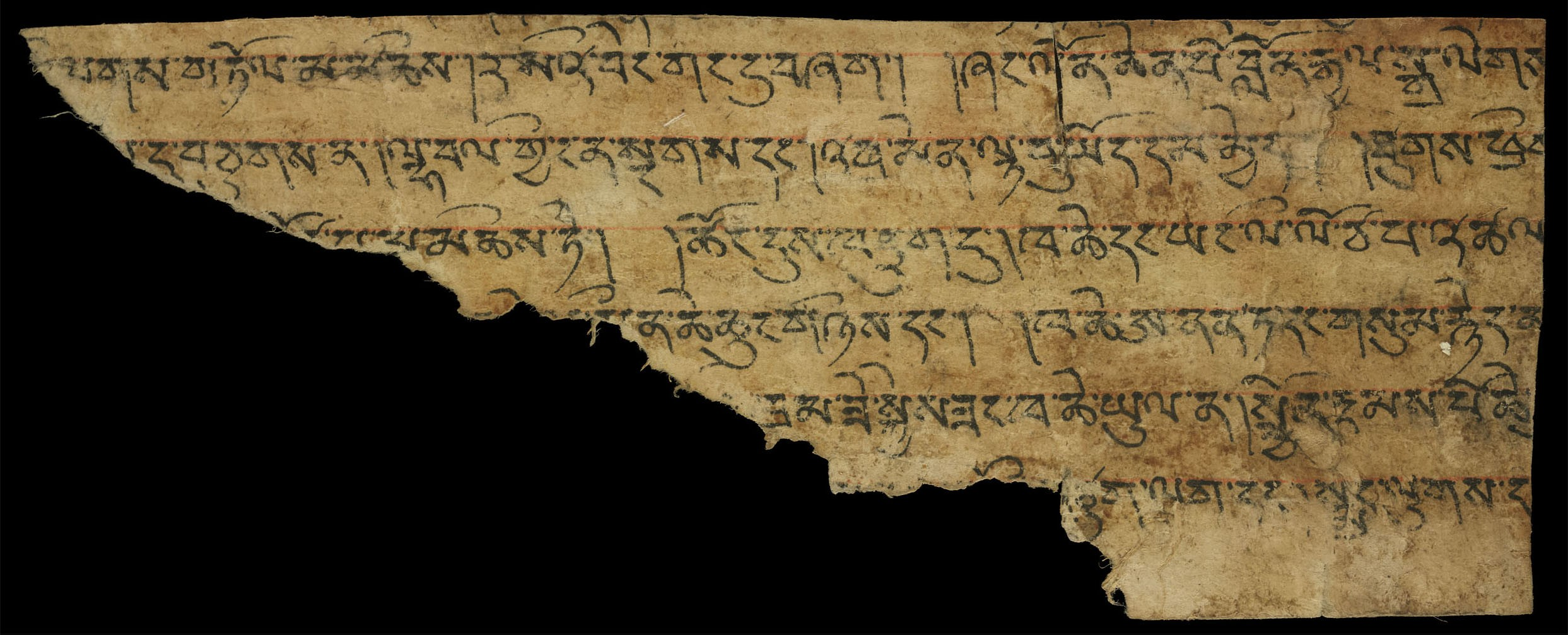
Fragment van Testament van Ba, het verhaal over de geschiedenis van de clan van de Ba

In de burgeroorlog na de dood van Langdarma verbond de clan van de Bro zich nog wel met de partij van Ösung, die beschouwd kan worden als de laatste representant van de monarchie. De clan van de Ba was in die strijd de belangrijkste tegenstander. De strijd werd met name uitgevochten in de regio van het huidige Gansu. Ba Kozher profileerde zich daarbij als een nationalist die zou vechten tegen de binnentrekkende Chinese troepen. Uiteindelijk bood hij aan zich te onderwerpen aan de Chinese keizer, die dat aanbod weigerde. Ba Kozher werd in 866 gedood door een legerkorps van Oeigoeren dat zich tijdelijk aan de Chinese keizer had verbonden.

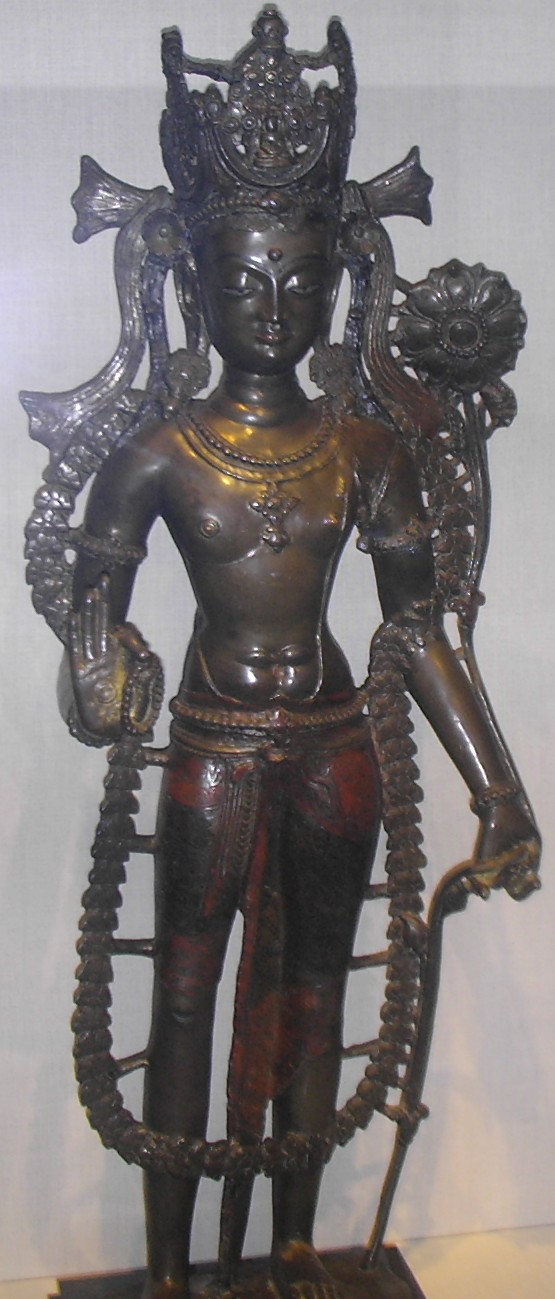
Beeld van Avalokiteshvara uit Guge, omstreeks 1050

In het begin van de periode van Ösung verloor het rijk alle gebieden die het veroverd had in Centraal-Azië. In die situatie gingen (nazaten van) de krijgsheren uit de periode van het rijk eigen vorstendommen en ministaatjes creëren. De krijgsheren probeerden hun positie tot vorst te legitimeren door hun afstamming terug te voeren tot de koningen van het Tibetaanse rijk.
Onderzoek heeft aangetoond, dat veel van die claims onhoudbaar zijn of op zijn minst hoogst dubieus. Een uitzondering daarop is de afkomst van de eerste koningen van Guge. De meeste hedendaagse tibetologen achtten het aannemelijk dat deze koningen inderdaad afstammen van Ösung, zoals ook in de klassieke Tibetaanse geschiedschrijving wordt beweerd.
Het boeddhisme in zijn georganiseerde en monastieke vorm verdween voor het grootste deel uit Centraal-Tibet. Het boeddhisme verdween echter niet geheel. Het werd vooral in een tantrische vorm levend gehouden door Ngagpa's, een soort lekenpriesters. Zij bekommerden zich in de dorpsgemeenschappen om de dagelijkse noden door middel van divinatie (waarzeggerij), behandeling van ziekten en bemiddeling tussen dorpelingen en godenwereld. Tijdens het Tibetaanse rijk hadden de koningen bevolen dat de tantrische praktijk alleen beoefend en overgedragen kon worden door geschoolde monniken. Volgens de klassieke Tibetaanse geschiedschrijving leidde de beoefening van de tantra na het verdwijnen van geschoolde monniken tot grote excessen. Die conclusie wordt wel enigszins ondersteund door modern onderzoek, maar de klassieke Tibetaanse geschiedschrijving lijkt dit feit te overdrijven om het contrast met de daaropvolgende periode sterker te kunnen accentueren.
Alleen in Amdo, in de periferie van het voormalige rijk, bleef boeddhisme in een georganiseerde en monastieke vorm aanwezig. Een aantal monniken uit Centraal-Tibet was na de val van het rijk daarheen getrokken. Daar waren nog functionerende tempels en kloosters in de nabijheid van steden als Tsongkha en Lanzhou aanwezig en een bevolking die de Tibetaanse cultuur in stand hield. Dat konden (nazaten van) Tibetaanse soldaten zijn die daar tijdens het Tibetaanse rijk in een garnizoensplaats gelegerd waren en die na de val van het rijk ervoor gekozen hadden daar te blijven, maar ook andere bevolkingsgroepen, zoals de Tuyuhun, die al een paar eeuwen onder Tibetaans bestuur hadden geleefd en waren "getibetaniseerd".
In Amdo konden deze monniken en hun opvolgers dan ook de steun vinden om de monastieke traditie te handhaven en de zuivere leerstellingen te bewaren. Aan het begin van de elfde eeuw waren het monniken die in Amdo de waarden van het Tibetaans boeddhisme hadden weten te bewaren, die de traditie naar Centraal-Tibet wisten terug te brengen en daarmee voor een groot deel verantwoordelijk werden voor de tweede verspreiding van het boeddhisme in Tibet.
Enkele decennia later kwam ook een herleving van het boeddhisme in Centraal-Tibet op gang vanuit Guge, in het westen van het Tibetaans plateau, tijdens de periode van de koning Yeshe-ö (959–1036). Deze viel samen met economisch herstel in Centraal-Tibet, waardoor er weer middelen beschikbaar kwamen om bijvoorbeeld kloostergemeenschappen te onderhouden.

### Periode van Monastieke Hegemonie (ca. 1050–1250)

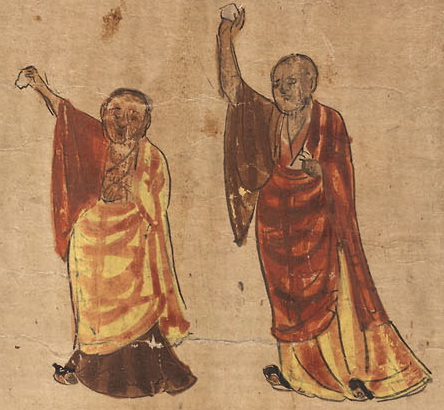
Predikende monniken, eind tiende eeuw

Aan het eind van de tiende en het begin van de elfde eeuw begon een tweede verspreiding van het boeddhisme in Centraal-Tibet. Tegelijkertijd herleefden de kloosters en de monastieke traditie. In deze periode kwamen Indiase meesters, zoals Atisha, naar Tibet om het geloof uit te dragen, en reisden veel Tibetaanse lama's naar India voor onderwijs, maar vooral om daar voor Tibet nog onbekende, boeddhistische teksten te ontdekken en vanuit het Sanskriet te vertalen. Hun vertaalactiviteiten legden de grondslag voor een aantal toekomstige georganiseerde tradities binnen het Tibetaans boeddhisme, zoals de kadampa, de sakya en veel stromingen binnen de kagyü-school.

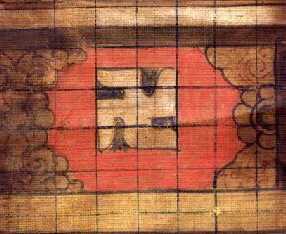
Verbeelding van het begrip Yungdrung, dat staat voor het eeuwige en niet te vernietigen karakter van de bönreligie

De Tibetanen die het boeddhisme in Centraal-Tibet na het midden van de negende eeuw levend hadden gehouden, maakten een andere keus. Zij kozen voor een literaire en culturele erfenis die gebaseerd was op de instructies die naar hun opvatting al tijdens de periode van het Tibetaanse rijk van de achtste en begin negende eeuw in Tibet geïntroduceerd werden. Hieruit zal de latere nyingmatraditie voortkomen.
In deze historische context moet ook de opkomst van een vernieuwde bön gezien worden met nu duidelijk boeddhistische noties, zoals karma, wedergeboorte en een pad van bodhisattvas tot aan het boeddhaschap. Ook binnen de bön zullen tradities tot ontwikkeling komen. Die tradities hebben, net als in het Tibetaans boeddhisme, hun oorsprong in een lange complexe geschiedenis van op clantradities gebaseerde lijnen van belangrijke monniken en aristocratische families.
In deze periode begon ook de termatraditie – het terugvinden van terma's (verborgen schatten) – binnen de nyingma en de bön. Vanaf medio elfde eeuw claimden aanhangers nieuwe openbaringen te hebben teruggevonden, verborgen teksten en religieuze voorwerpen die uit de achtste en negende eeuw zouden dateren.
De diverse stromingen waren in ontwikkeling en bezaten nog niet het institutioneel karakter met een eigen hiërarchie, een eigen bestuur en eigen bezittingen, dat later kenmerkend zou worden. De verschillende tradities ontstonden als gevolg van de overdracht van leraar op leerling gedurende meerdere generaties. Een jonge Tibetaan die zijn leven aan de dharma wenste te wijden, zocht niet naar een institutioneel kader, maar naar één – en vaak meer –leraren, die hem de juiste liturgie, praktische disciplines en kennis van en inzicht in de religieuze teksten kon(den) bijbrengen. Daarnaast heerste er in deze periode een grote en veelal complementaire diversiteit aan filosofische en doctrinaire systemen binnen het Tibetaans boeddhisme.

### Relatie adel en geestelijkheid vanaf de elfde eeuw
De adel in historisch Tibet was ook geïnteresseerd in de nieuwe ontwikkeling van het boeddhisme in Tibet, omdat boeddhistische instituties de mogelijkheden hadden waarden en normen uit te dragen die nobel of adellijk werden geacht. Dat leidde in de elfde eeuw tot steeds grotere verbondenheid van boeddhistische instituties met centra van politieke en economische macht. Het tantrisch boeddhisme werd zo in harmonie gebracht met feodale instituties. Vanaf begin twaalfde eeuw kwam de combinatie van lama en edelman in één en dezelfde persoon ook steeds meer voor. Tot in de achttiende eeuw zou de hiërarchie van het georganiseerd boeddhisme in Tibet in belangrijke mate een Adelskirche (adelskerk) zijn.
Die verbondenheid tussen adel en geestelijkheid in Tibet leidde – net als in het middeleeuwse Europa – vanaf de elfde eeuw tot een steeds grotere stroom van giften en legaten aan de kloosters. De kloosters probeerden dit economisch bezit voor de toekomst veilig te stellen.
In het streven van de ordes en kloosters om de afhankelijkheid van de adel in Tibet te beperken zou de introductie van het instituut tulku – reïncarnatie van verlichte lama's – een cruciale rol gaan spelen. De eerste tulku's werden al in de tweede helft van de twaalfde eeuw aangetroffen in de toenmalige Kadamtraditie. Voor het functioneren van reïncarnatie als opvolgingsprincipe is de legitimatie van de geselecteerde persoon van doorslaggevend belang. In de dertiende eeuw ontwikkelde zich dit systeem verder en ontstond er een formele procedure. Hierbij werd na de dood van een religieus leider een kind geïdentificeerd als opvolger die alle bestaande rechten en bezittingen van de voorganger overnam.
Het hanteren van reïncarnatie als instrument voor opvolging van religieuze, monastieke leiders leidde tot een zekere onafhankelijkheid van kloosters en subordes ten opzichte van machtige lekenfamilies en adel. De tulku werd een belangrijk middel om de spirituele, politieke en economische continuïteit van vooral de monastieke instituties te waarborgen.

## Tibet tijdens de Mongoolse periode en de hegemonie van de Sakyatraditie (ca. 1250–1354)

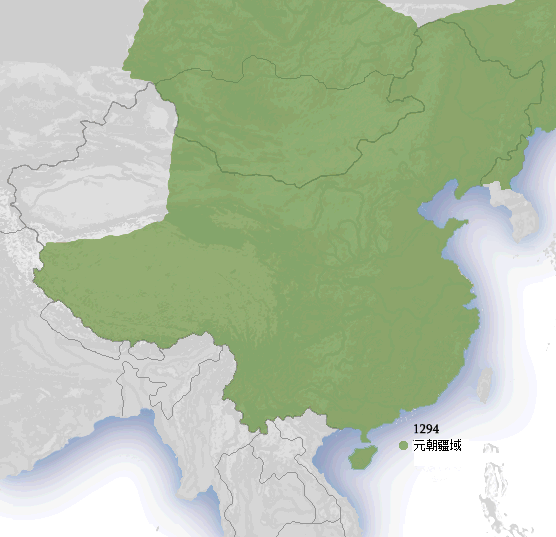
Het gebied van de Yuan-dynastie bij de dood van Koeblai Khan, circa 1294.

Vanaf 1239 veroverde de Mongoolse leider Godan Khan gedeeltes van Tibet. In de periode daarna werd Tibet als apanages verdeeld onder leden van de Mongoolse koninklijke familie. Het resultaat was dat de diverse Tibetaanse religieuze stromingen partij werden in de voortdurende onderlinge vetes tussen diverse facties binnen de Mongoolse elite.
Koeblai Khan schafte omstreeks 1263 het systeem van apanages af. Vanaf 1264 was er in Centraal-Tibet sprake van een alliantie tussen de Mongoolse heersers en de hoeders van de sakyatraditie. Functionarissen van de sakya, de Poncen en zijn staf, vormden in de praktijk het dagelijks bestuur over Centraal-Tibet. Dat bestuur werd gecontroleerd door diverse Mongoolse instituties, waarvan er ook één in Tibet zelf aanwezig was.
In het westen van Tibet bestond echter tegenstand tegen de dominante positie van de sakya. De daar aanwezige religieuze stromingen konden met succes een beroep doen op militaire ondersteuning vanuit het Il-kanaat. Die tegenstand werd pas in 1290 volledig gebroken. Rond 1230 begon Changchub Gyaltsen, de stichter van de latere Phagmodru-dynastie, geleidelijk de hegemonie van de sakya te ondergraven. Na 1340 leidde dat tot een vorm van burgeroorlog en rond 1358 was de Phagmodru erin geslaagd de alliantie tussen de sakya en de Mongolen omver te werpen. 1358 wordt dan ook meestal genoemd als het eind van de Mongoolse periode in Tibet.

### De erfenis van de Mongoolse periode in Tibet

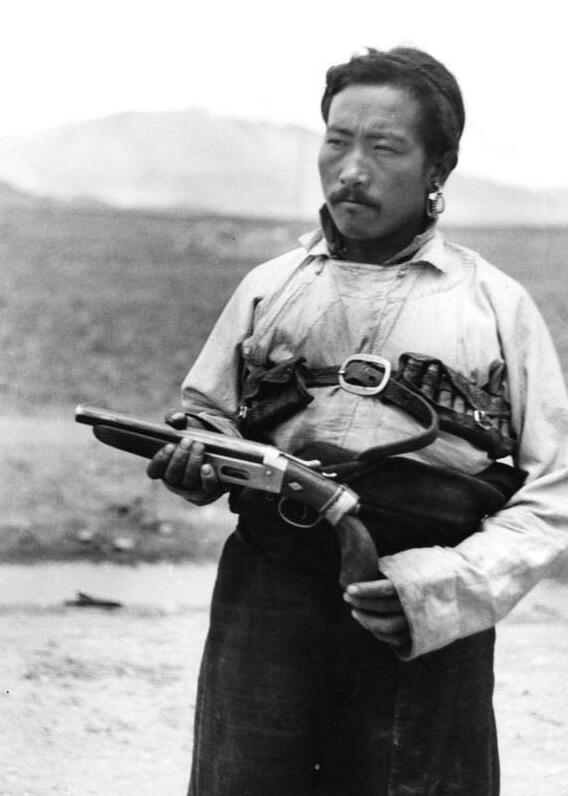
Een Tibetaanse koerier (1939). Het door de Mongolen geïntroduceerde postbedrijf bleef tot in de twintigste eeuw functioneren.

Na de val van de Yuan-dynastie (1368) zou de Tibetaanse Phagmodru-dynastie Centraal-Tibet circa 1435 regeren. De Phagmodruvorsten maakten een eind aan het door Koeblai Khan ingevoerde administratieve en bestuurlijke systeem. De myriarchie als bestuurlijke en administratieve eenheid verdween.
Een aantal door de Mongolen ingevoerde maatregelen bleef echter tot 1959 intact. De eerste was een efficiënt belastingsysteem. Dit systeem was in de Mongoolse periode gebaseerd op gegevens van een volkstelling die al door Möngke bevolen was, maar pas in 1268, tijdens het bewind van Koeblai Khan, uitgevoerd werd. Op basis van een genuanceerde benadering van die gegevens komen hedendaagse tibetologen tot een bevolkingsaantal in deze periode van ongeveer 300.000 mensen in Centraal-Tibet.
De Mongolen hadden ook een efficiënt postbedrijf ingevoerd. Dit bedrijf maakte het mogelijk dat het keizerlijk hof in regelmatig contact kon staan met de keizerlijke vertegenwoordigers in Tibet. Die efficiëntie werd vooral bereikt door de invoering door de Mongolen van de ulaq. Dit was een verplichting tot vervoer van personen en hun goederen aan wie een pas was verstrekt door de overheid.
Tibet was verdeeld in een aantal routes en op elk van die routes was op ongeveer een halve dag lopen van elkaar een pleisterplaats. Tibetaanse horigen in een bepaald gebied konden op die manier in één dag heen en terug gaan. Pashouders konden gratis vervoer, rijdieren en logies vorderen. Dit systeem stelde de overheid in staat om tegen minimale kosten voor die overheid zelf goederen en personen op een redelijk effectieve wijze over grote afstanden te vervoeren. Ook de verplichting van de ulag bleef in Centraal-Tibet tot 1959 gehandhaafd.
Een ander effect van de Mongoolse periode was het eind van de volledige versplintering van de macht in Tibet, die was opgetreden na de val van het Tibetaanse rijk in het midden van de negende eeuw. Bij de Tibetaanse elite kreeg het idee van althans enig centraal gezag weer draagvlak. Amdo en het grootste deel van Kham, die deel hadden uitgemaakt van het Tibetaanse rijk, zouden nadien nooit meer bestuurd worden vanuit Centraal-Tibet. Ook Centraal-Tibet zelf bleef tot aan het midden van de zeventiende eeuw een sterk verdeeld land, maar hier zou een vrijwel volledige fragmentatie van de macht na de Mongoolse periode niet meer voorkomen.
De dominante krachten in het land waren traditioneel de adellijke clans en de geestelijkheid. In deze periode vindt een verdere verschuiving plaats van de adellijke macht naar boeddhistische instellingen. Deze verschuiving werd mede mogelijk gemaakt doordat het instituut van de gereïncarneerde lama, de tulku, zich nog verder ontwikkelde. Daarmee werd een deel van de macht in handen van een boeddhistische elite gelegd.
Na de Mongoolse periode heeft de adel over het algemeen geprobeerd buitenlandse interventies te verhinderen, om de eigen privileges te handhaven, terwijl de boeddhistische elite soms uitdrukkelijk om buitenlandse interventies heeft verzocht, of deze interventies heeft geaccepteerd (Phagspa, de derde dalai lama, de vijfde dalai lama, de zevende dalai lama).

## De hegemonie van de Phagmodru (ca. 1354–1480)

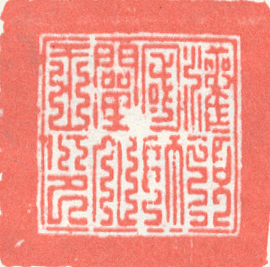
Zegel van de Phagmodru vorsten

Changchub Gyaltsen (1302–1364), de stichter van de Phagmodru-dynastie, behoorde tot de clan van de Lang, de traditionele patroons van de Phagdru kagyü, een van de scholen binnen de kagyütraditie. Zoals veel jongeren uit een aristocratische familie volgde hij een opleiding in het klooster Sakya. In 1322 werd hij door de keizerlijk leermeester van de Yuan-dynastie, Künga Lodrö Gyaltsen Päl Sangpo (1299–1327), verantwoordelijk gemaakt voor het beheer en bestuur van hoofdzakelijk de landgoederen van de Phagdru-kagyü. Die landgoederen waren door zijn voorgangers ernstig verwaarloosd, en omringende landheren hadden in die periode aanzienlijke delen van het bezit van de Phagdru-kagyü geannexeerd.
Changchub Gyaltsen slaagde erin om het nog resterende deel van het bezit zeer succesvol te exploiteren. Daarna trachtte hij het bezit dat voor de Phagdru-kagyü verloren was gegaan weer terug te winnen. Dat bracht hem in conflict met andere aristocratische clans en uiteindelijk ook met het bestuur van de Sakya. Na 1340 leidde dat tot een burgeroorlog en rond 1354 was Changchub Gyaltsen erin geslaagd de alliantie tussen de sakya en de Mongolen omver te werpen. De laatste keizer van de Yuan-dynastie in China, Toghun Temür (1320–1370), had geen andere keus dan hem en zijn erfgenamen het recht te geven geheel Centraal-Tibet te besturen.
Changchub Gyaltsen trachtte dezelfde principes en werkwijzen te hanteren voor dat bestuur als hij gedaan had voor de landgoederen van de Phagdru-kagyü. Er kwam nieuwe wetgeving, die in veel opzichten gebaseerd was op die van het Tibetaanse rijk. Die wetgeving kende strikt hiërarchische principes en had meer het karakter van richtlijn dan van welomschreven procedurele rechtsverordeningen.
Changchub Gyaltsen voerde een nieuwe vorm van regionaal bestuur in. Nieuw gecreëerde versterkte forten (dzong) werden daarvan de centra. Gouverneurs (dzongpön) van die regio's werden steeds voor een termijn van drie jaar benoemd. Deze opzet was de basis voor een regionaal bestuur dat tot 1950 zou voortduren. De opvolgers van Changchub Gyaltsen zetten zijn politiek voort. Gedurende een aanzienlijk deel van de hegemonie van de Phagmodru-dynastie, en vooral tijdens de lange regeringsperiode van Dragpa Gyaltsen (1374–1432), heerste er in Tibet relatieve rust, orde en voorspoed.

### Tsongkhapa en het ontstaan van de gelugtraditie

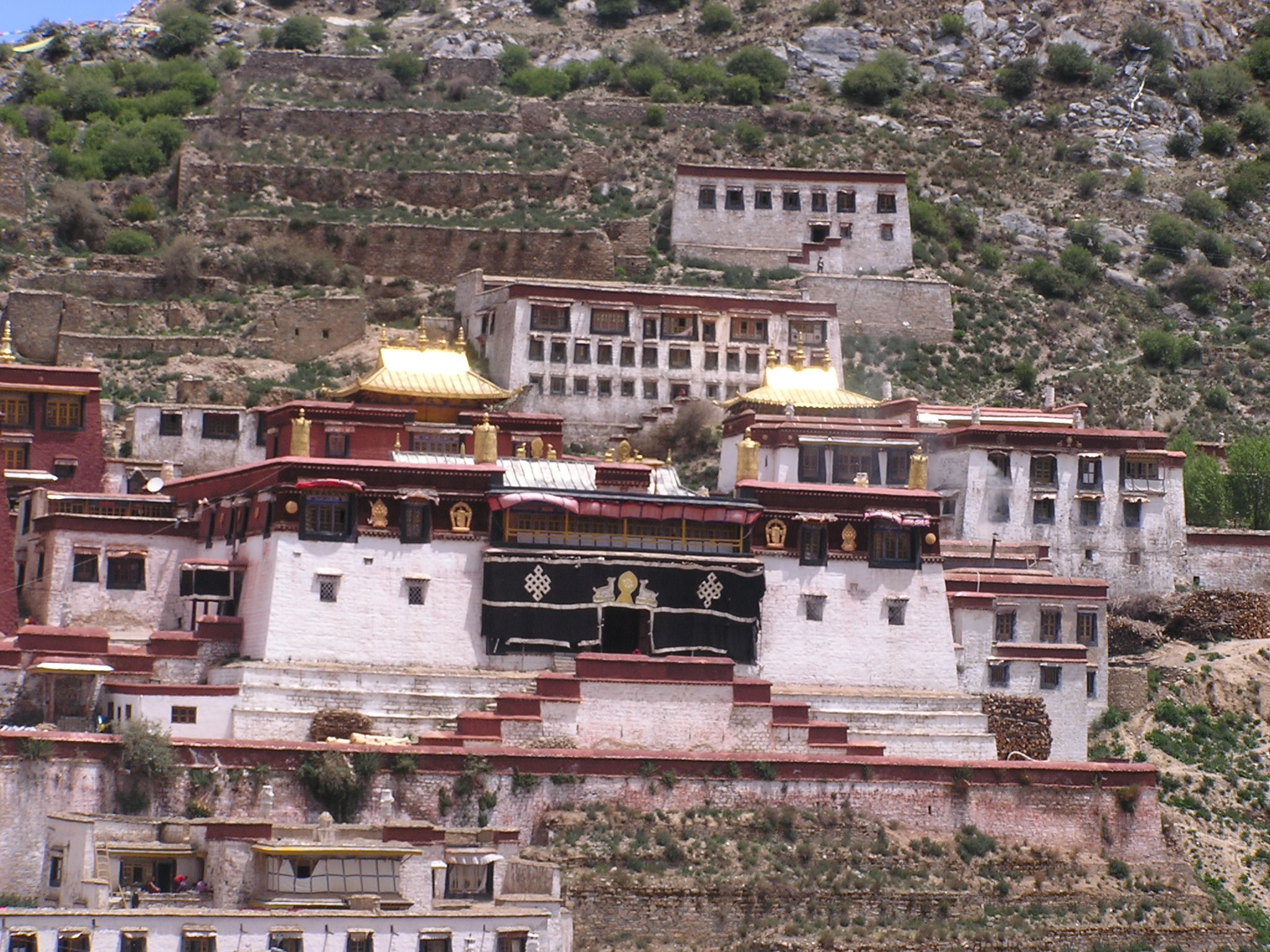
Het klooster Ganden in 2006

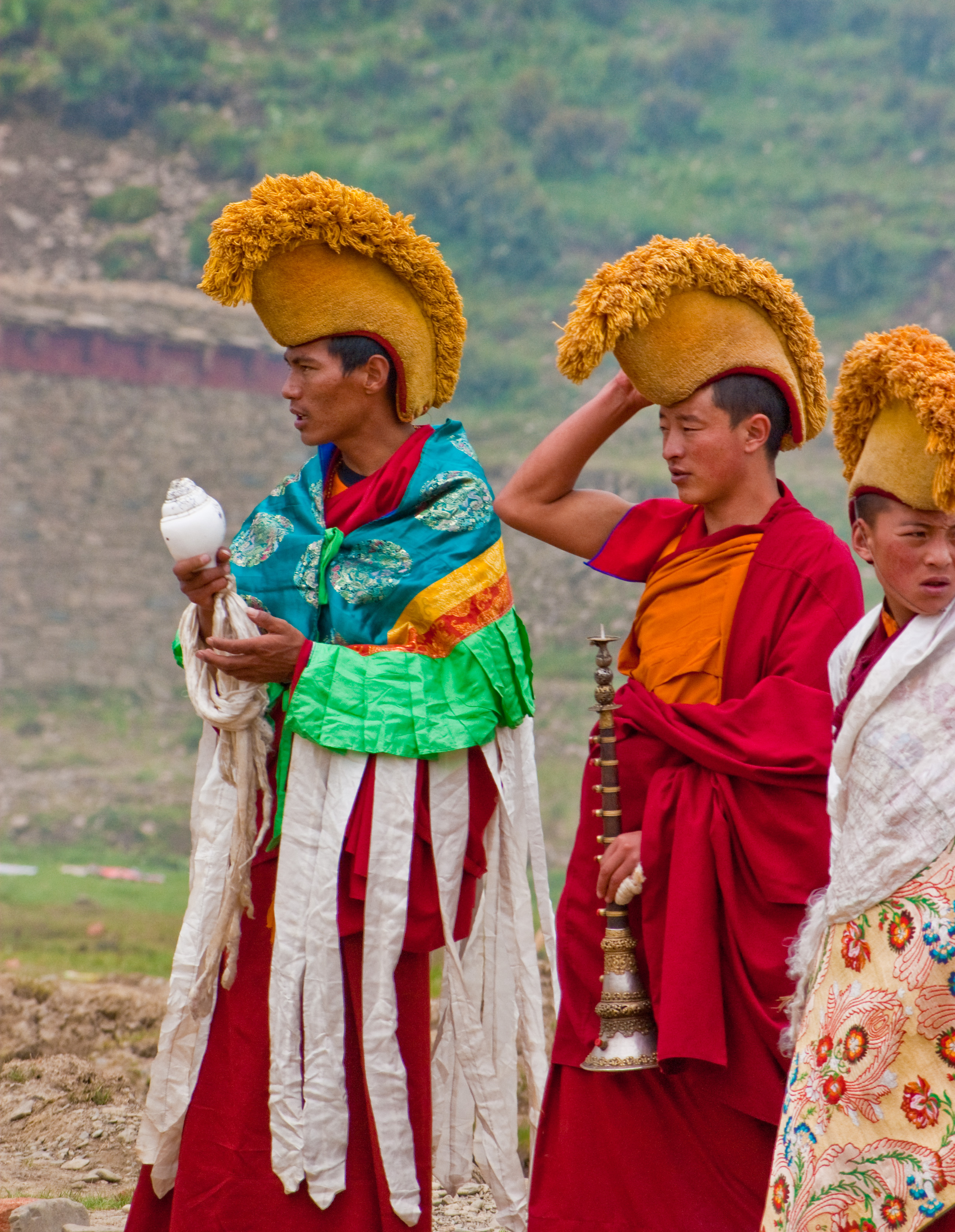
Monniken van de gelug

Een belangrijke ontwikkeling tijdens deze periode was het ontstaan van een nieuwe religieuze beweging – de gelug – geïnitieerd door het optreden van Tsongkhapa (1357–1419). Tsongkhapa formuleerde een nieuwe synthese tussen de oorspronkelijke erfenis van het boeddhisme uit India en zorgvuldige tekststudie. In het Madhyamaka was sinds Nagarjuna (tweede eeuw na Chr.) de leer van de twee waarheden aanwezig. Daarbij wordt een conventionele waarheid en een hoogste waarheid onderscheiden. In het Tibetaanse boeddhisme kon men op het niveau van de conventionele waarheid door boeddhistische logica tot de conclusie komen, dat het onmogelijk is dat dingen op zichzelf bestaan. Er zijn geen essenties, al wat is komt voort uit wederzijds afhankelijk ontstaan. Kennis van de hoogste waarheid werd echter slechts bereikt door tantrische praktijk en meditatie. De belangrijkste innovatie van Tsongkhapa was zijn leer dat de uitgangspunten van boeddhistische logica ook voor het niveau van de hoogste waarheid gerespecteerd dienden te worden.
In 1409 organiseerde hij, onder patronage van de Phagmodru, voor het eerst de Mönlam, dat zou uitgroeien tot het grootste en belangrijkste gebedsfestival van het Tibetaans boeddhisme. Eveneens onder patronage van de Phagmodru, werd het klooster Ganden nabij Lhasa gesticht.
De Phagmodru beschouwden Tsongkhapa zeker niet als tegenstander van henzelf of van de kagyu. Er is ook niets in het leven of het werk van Tsongkhapa zelf, dat erop wijst dat hij de intentie zou hebben gehad een nieuwe religieuze traditie of school te stichten. De passie van Tsongkhapa voor logica en studie werd door het politieke regime gedeeld. De Phagmodru waren geïnteresseerd in wetgeving en geloofden dat de boeddhistische moraal daarvoor de basis moest zijn. De nadruk die Tsongkhapa legde op strikte naleving van kloosterdiscipline kwam goed overeen met hun eigen overtuigde streven naar handhaving van publieke en klerikale mores.
De eerste volgelingen van Tsongkhapa werden Gandenpa's genoemd, vanwege hun verbondenheid met het nieuwe klooster. De eerste opvolger van Tsongkhapa was Gyaltsab Je (1364–1432), de eerste abt van het klooster Ganden. De tweede was Khedrup Je (1385–1438), die ruim tweehonderd jaar later postuum de eerste panchen lama werd.
Khedrub Ye gaf aan de vernieuwende beweging van Tsongkhapa vorm door een nieuwe, op zichzelf staande traditie te scheppen met een eigen kader en een herkenbare identiteit, waarmee de gelug werd geïnstitutionaliseerd. Hij deed dat ook op een zichtbare manier door de leidinggevenden van het klooster Ganden een gele hoed te laten dragen. Dat idee had Khedrub overgenomen van de Bulug, een traditie die eerder met de Sakya had gebroken, maar inmiddels niet meer bestond. De Gandenpa's werden dus op die wijze de enige Geelkappen in Tibet. De term Gandenpa werd in de loop van dit proces vervangen door Gendenpa (genden betekent deugdzaam). Deze benaming werd kort daarna vervangen door het synoniem Gelugpa.

### Afname van de macht van de Phagmodru
De eerste heersers van de Phagmodru waren lama's geweest, die geacht werden celibatair te leven. Ook de zesde vorst uit de Phagmadru-dynastie, Dragpa Gyaltsen, had geen zoons. Na zijn overlijden in 1432 ontstond binnen de familie een conflict tussen een neef en een jongere broer over de opvolging. Beide partijen werden gesteund door rivaliserende clans. In dit conflict werden de regionaal verankerde spanningen tussen U, het meest centrale deel van Tibet, en Tsang, het westen van Tibet, opnieuw zichtbaar. Ook in de Mongoolse periode had het westen van Tibet zich het hevigst verzet tegen de dominantie van de sakyatraditie.
Dit conflict werd uiteindelijk opgelost. Kort daarna ontstond een nieuw conflict met de Rinpung, een clan die aanvankelijk een vazal van de Phagmodru was. Deze wist in 1435 Shigatse en omgeving in Tsang te veroveren. De machtspositie van de Rinpung werd in de decennia daarna groter. Tegen het eind van de eeuw werd de macht in Tibet gedeeld door de Rinpung en de Phagmodru. Kort na 1500 werd de Rinpung duidelijk de dominante partij. Tot in de zeventiende eeuw werden prinsen van de Phagmodru benoemd tot bestuurder van Tibet, maar dat zou slechts van symbolische betekenis zijn.

## De hegemonie van de Rinpung (ca. 1480–1565)

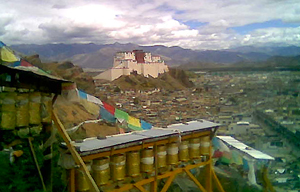
De herbouwde vesting Shigatse Dzong

De Rinpung waren afkomstig uit de clan van de Ger en claimden een afkomst die terugging tot ministers van het Tibetaanse rijk uit de zevende en achtste eeuw. Aan het begin van de vijftiende eeuw verkreeg Ger Namkha Gyeltsen een leengoed van de Phagmodru met de naam Rinpung. De feitelijke grondvester van de dynastie was Norsang (overleden 1466). Hij veroverde in 1435 het gebied van Shigatse en omgeving in Tsang, het westen van Tibet. Norsang en zijn opvolgers voerden de politiek om de Phagmodru formeel als bestuurder van Tibet te blijven erkennen. Zij dwongen echter een aantal huwelijksrelaties van hun dochters met Phagmodruheersers af en trachtten op deze wijze de resterende macht van de Phagmodru te controleren.
Tijdens deze periode zijn de eerste verschijnselen waarneembaar van de sektarische strijd tussen verschillende tradities van het Tibetaans boeddhisme, die vanaf de zeventiende eeuw grote invloed in Tibet zullen hebben. De Phagmodru waren oorspronkelijk de patroons geweest van de Phagdru kagyü, maar hadden zich in toenemende mate verbonden met de gelug.

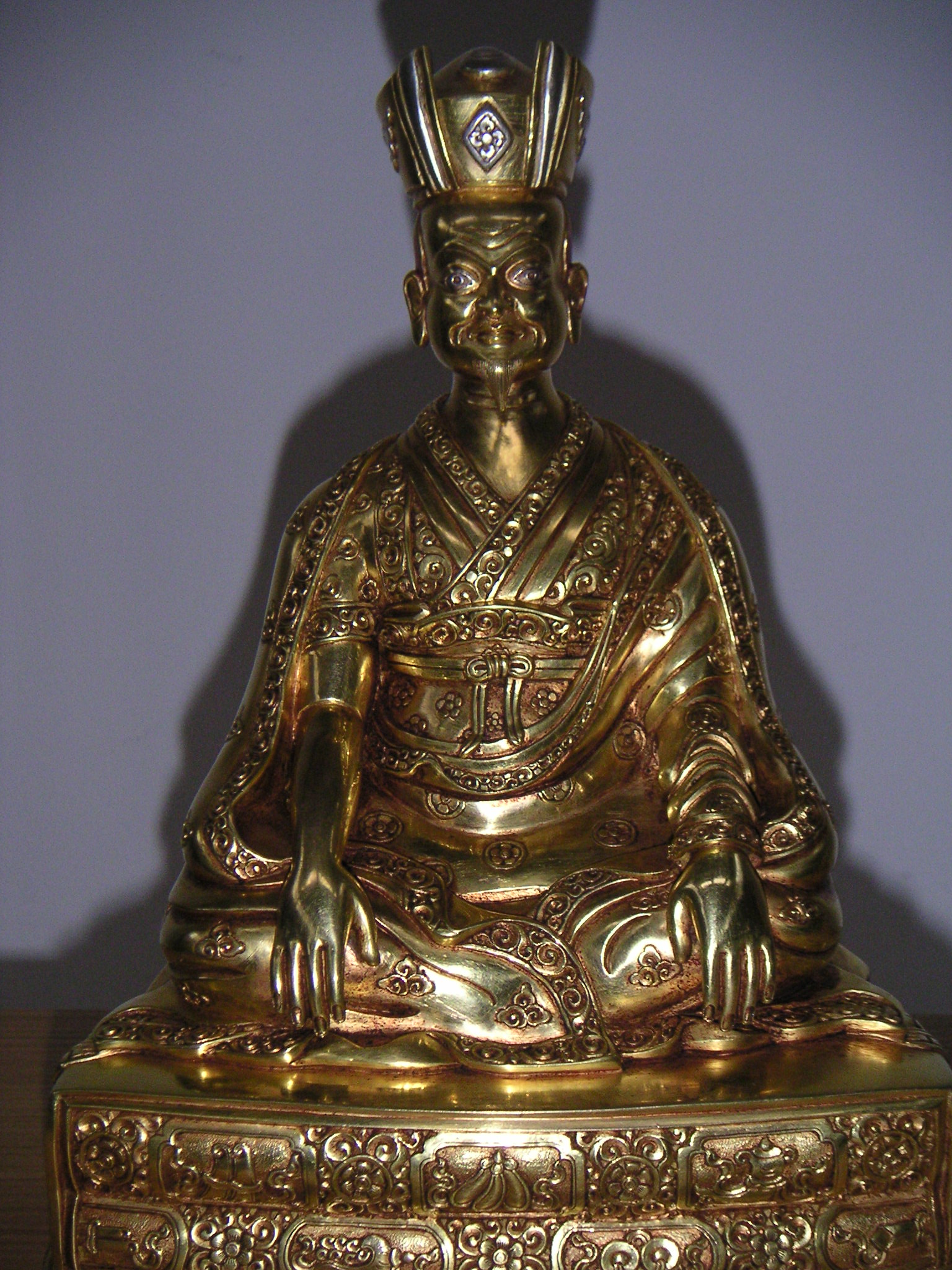
Beeld van de tweede Karmapa

De Rinpung waren de patroons van de karmakagyütraditie, waarvan de Karmapa en Shamarpa de belangrijkste tulku waren en zijn. Tussen de karma kagyü en de gelug waren grote doctrinaire en filosofische verschillen van inzicht. In deze periode werden de geschillen tussen deze beide tradities echter vooral bepaald door de politieke strijd tussen hun beider patroons. De polarisatie tussen de geestelijke tradities was niet de oorzaak, maar veel meer de uitkomst van een in wezen politiek geschil.
Eind vijftiende eeuw had de Rinpung, tijdens het bewind van hun belangrijkste heerser Dönyö Dorje (overleden 1512), ook een machtspositie opgebouwd in Lhasa en omgeving. In 1498 werd de monniken van de gelug verboden deel te nemen aan de Mönlam, het grote door Tsongkhapa gestichte gebedsfestival. Het festival zou voortaan georganiseerd worden door de karma kagyü. Het werd monniken van de gelug verboden hun gele kap te dragen.
Een aantal bronnen noemt de vierde Shamarpa Chödrag Yeshe (1453–1524) als de drijvende kracht achter deze maatregelen. Hedendaagse tibetolgen menen dat dit ook een rol gespeeld kan hebben. Deze maatregelen tegen de gelug waren echter ook een strategie van de Rinpung om de mogelijkheden van de gelug te beperken om hun patroon, de Phagmodru, te hulp te schieten.
Na de dood van Dönyö Dorje nam de macht van de Rinpung alweer af. Er was sprake van enig tijdelijk herstel van de macht van de Phagmodru in Lhasa en omgeving. Ngawang Tashi Dragpa (1488–1564) wist in 1517 de organisatie van de Mönlam terug te geven aan de gelug.
In 1532 werd de macht van de Rinpung in het westen van Tibet bedreigd door een troepenmacht van Mirza Muhammad Haidar Dughlat, die een invasie uitvoerde in opdracht van de heerser van Kashgar. De voorlaatste heerser uit de Rinpung-dynastie, Döndrub Tseten Dorje, probeerde in 1555 het dan nog onafhankelijke koninkrijk Mangyül Gungthang te veroveren, maar zijn leger leed een grote nederlaag.
Dat leidde bij de overige landheren in het westen van Tibet tot grote ontevredenheid over het regime van de Rinpung. De laatste heerser van de dynastie, Ngawang Jigme Drakpa, werd geconfronteerd met een opstand onder leiding van de gouverneur van Shigatse, Shingshapa Tseten Dorje, die de dynastie in 1565 verdreef.
Shingshapa Tseten Dorje ook wel bekend als Karma Tseten werd de grondvester van de Tsang-dynastie.

## De hegemonie van de Karmapa (ca. 1565–1642)
Na 1565 riep Karma Tseten zich uit tot koning van Tsang. Het jaar van zijn overlijden is niet bekend, maar moet omstreeks 1580 zijn geweest. Karma Tseten had negen zoons. De successie van zijn eerste opvolgers is onduidelijk. De periode van Tensung Wangpo kenmerkte zich onder meer door een aanzienlijke uitbreiding van de machtspositie van de dynastie. Het door hen beheerste gebied werd uitgebreid met regio's in het zuiden en noorden van Tibet.
De Tsang waren overtuigde volgelingen van de karmakagyütraditie. De Shamarpa en vooral de Karmapa waren in deze periode de belangrijkste lama's van het Tibetaans boeddhisme. Beiden hadden een enorm kampement met duizenden personen als verblijfplaats. Het kamp verplaatste zich enkele malen per jaar. Het kampement van de karmapa was vanaf ongeveer 1580 het politieke, culturele en spirituele centrum van Tibet.

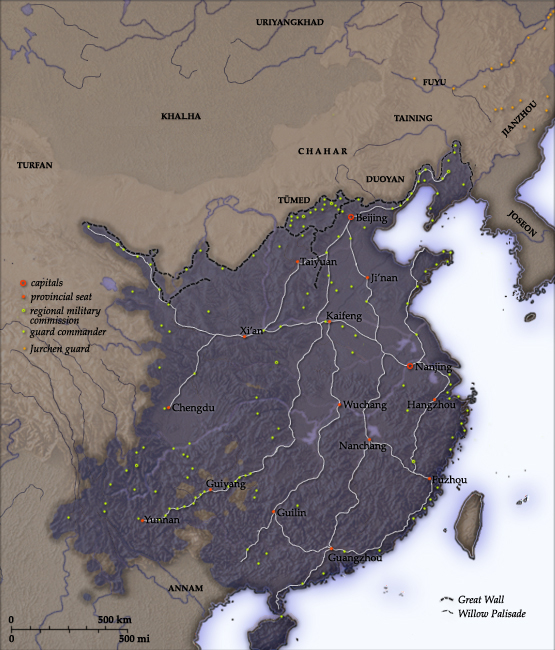
Rijk van de Ming-dynastie en het gebied van de Tümed, direct ten noorden daarvan

Vrijwel alle Tibetaanse tradities ondernamen vanaf het midden van de zestiende eeuw missieactiviteiten onder de Mongoolse stammen. Na eerdere ontmoetingen met vertegenwoordigers van andere tradities nodigde Altan Khan (1507–1582), leider van de Tümed-Mongolen, de belangrijkste lama van de gelug Sönam Gyatso (1543–1588) uit voor een bezoek aan zijn gebied. Sönam Gyatso predikte daar in 1578 het boeddhisme en wist het hof en de elite van de stam te bekeren. Er werden onderling titels uitgewisseld. De khan gaf Sönam Gyatso de titel prachtige Vajradhara, goede, briljante, prijzenswaardige oceaan, afgekort tot oceaan lama dan wel dalai lama. Het is een titel die in Mongoolse bronnen al in de dertiende eeuw te vinden valt als Oceaan Khan. Daarmee werd Sönam Gyatso de eerste die bij zijn leven de benaming dalai lama kreeg. Twee voorgangers van hem ontvingen die benaming postuum, zodat Sönam Gyatso in de successie de derde dalai lama werd.
Hiermee begon de alliantie tussen de gelug en een aantal westelijke Mongoolse stammen die de gelug in de burgeroorlog van de zeventiende eeuw de overwinning zou brengen en de uiteindelijke suprematie in Tibet.
Bij de dood van Sönam Gyatso had de gelug nog geen enkele Tibetaanse partner van enige militaire betekenis. De hiërarchie van de gelug stond dan ook voor de vraag op welke wijze de Mongoolse alliantie voortgezet kon worden. Een deel van de hiërarchie was van opvatting, dat dit diende te gebeuren door de reïncarnatie van Sönam Gyatso in Yönten Gyatso, (1589–1616) een achterkleinzoon van Altan Khan, te laten plaatsvinden. Een andere factie was echter fel tegen een Mongoolse dalai lama gekant en schoof een andere kandidaat naar voren. De impasse duurde negen jaar. De pro-Mongoolse factie organiseerde, dat in 1600 een groep Mongoolse edelen vergezeld door een stevig militair escorte naar Lhasa kwam en dwong op deze wijze de erkenning van Yönten Gyatso af. Zijn selectie was van grote betekenis voor de verdere ontwikkeling van het boeddhisme in Mongolië, maar Yönten Gyatso zelf bleef zijn hele verdere leven een marionet in handen van de hiërarchie van de gelug.

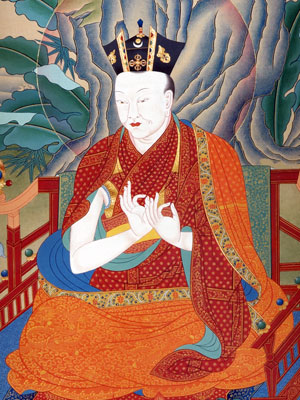
De tiende Karmapa, Chöying Dorje

Tijdens zijn periode namen de spanningen tussen de karma kagyü en de Tsang-dynastie enerzijds en de gelug anderzijds steeds verder toe. Na een rondreis in het zuiden van Tibet vroeg Karma Phuntsok Namgyal de vijfde koning uit de Tsang-dynastie deel te mogen nemen aan een ritueel van de gelug. De hiërarchie weigerde dat categorisch met het motief dat de koning een vijand van het gedachtegoed van de gelug zou zijn. De koning werd hiermee buitengewoon beledigd. Uit voorzorg zond de hiërarchie de dalai lama naar Samye waar hij veiliger geacht werd te zijn. In 1616 organiseerde Karma Phuntsok Namgyal een grote conferentie waarin de nieuwe jonge karmapa Chöying Dorje (1604–1674) tot de geestelijk leider van geheel Tibet werd benoemd. In 1617 trachtten gewapende monniken van de grote kloosters van de gelug troepen van de Tsang-dynastie uit Lhasa en omgeving te verdrijven. De monniken leden een grote nederlaag. Sera en Drepung werden geplunderd, duizenden monniken werden gedood en vele overlevenden verbannen. In 1618 was Karma Phuntsok Namgyal de feitelijke heerser van geheel Centraal-Tibet.
Na de dood van Yönten Gyatso werd al spoedig een kind gevonden die als zijn reïncarnatie werd beschouwd. Er waren echter tradities, zoals onder meer de jonangtraditie die het kind claimden. De koning van Tsang verhinderde aanvankelijk de gelug een nieuwe reïncarnatie te selecteren. De strijd tussen de verschillende tradities om het kind werd echter zo intens, dat de koning de oplossing van het conflict maar zocht in de opheffing van het verbod. Ngawang Lobsang Gyatso (1617–1682) werd daarmee de vijfde dalai lama.
De situatie bleef echter uiterst precair voor de gelug. Na opnieuw hoog oplopende spanningen vormde Tenkyong Wangpo (overleden 1642), de laatste koning van de Tsang-dynastie, een coalitie met onder meer Dönyö Dorje, de koning van Beri en volgeling van de bön. De gelug had het vooruitzicht vernietigd te kunnen worden. Om aan dat lot te ontsnappen werd een beroep gedaan op de historische alliantie tussen de gelug en een aantal stammen van de westelijke Mongolen, die dateerde uit de tijd van de derde dalai lama Sönam Gyatso en Altan Khan. Sönam Chöpel, de eerste van de regenten in Tibet, vroeg Güshri Khan om militaire hulp.

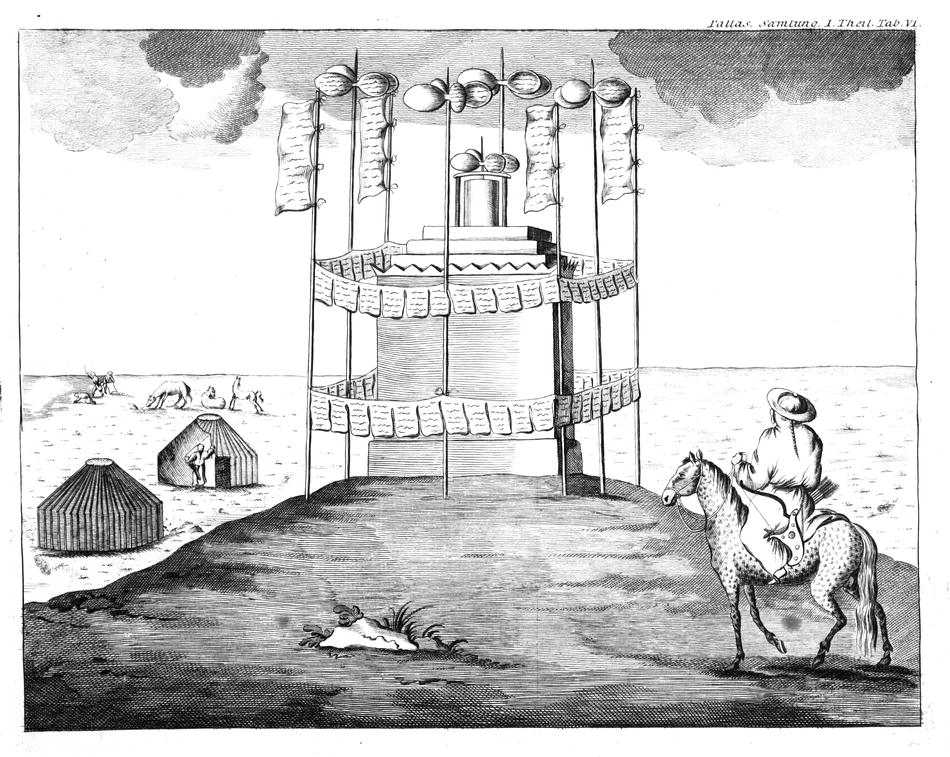
Een obo, een heilige plek. Dit monument eert een overleden prins van de adel van de Khoshut-Mongolen.

Güshri Khan (1582–1655) was de leider van de Khoshut-Mongolen, een van de stammen van de federatie van de Oirat-Mongolen. In 1636 was Güshri Khan met ongeveer 60.000 huishoudens gemigreerd naar het gebied van Kokonor,waar al sinds de tijd van Dzjengis Khan (1162–1227) Mongoolse prinsdommen aanwezig waren. Hij vestigde daar een eigen kanaat.
Met de regent reisde Güshri Khan naar Lhasa en had daar een aantal ontmoetingen met de dalai lama. Zoals gebruikelijk werden er onderling plechtige titels aan elkaar uitgereikt. Güshri Khan ontving de titel Dharma Koning; Handhaver van de Leer en een gouden standbeeld van Tsongkhapa
In 1638 viel Güshri Khan met zijn troepen Centraal-Tibet binnen. Er volgde een harde en lange strijd met troepen van Tenkyong Wangpo, die zich in Shigatse moest overgeven. Daarna werd de grootste kampement van de karmapa aangevallen en vernietigd. De resterende volgelingen van de karmapa en de koning van Tsang hergroepeerden zich in Kongpo en organiseerden een opstand tegen de nieuwe machthebbers. Een leger dat bestond uit aanhangers van Güshri Khan en de gelug viel Kongpo binnen, vernietigde het hele gebied en executeerde circa 8000 mensen. Ook de daarheen gevluchte koning van Tsang werd om het leven gebracht.
In 1642 was de burgeroorlog voorbij en was de gelug de dominante macht in Tibet geworden die het globaal drie eeuwen zou blijven. Güshri Khan bood het gebied van de dertien myriarchiën die bestonden tijdens de Mongoolse periode in Tibet aan de dalai lama aan. Güshri Khan werd formeel koning van Tibet maar keerde naar Kokonor terug.

## De hegemonie van de vijfde dalai lama en de gelug (ca. 1642–1705)

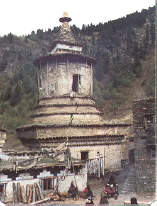
Typische Jonangstoepa, in het klooster Bangtuo Si in Amdo

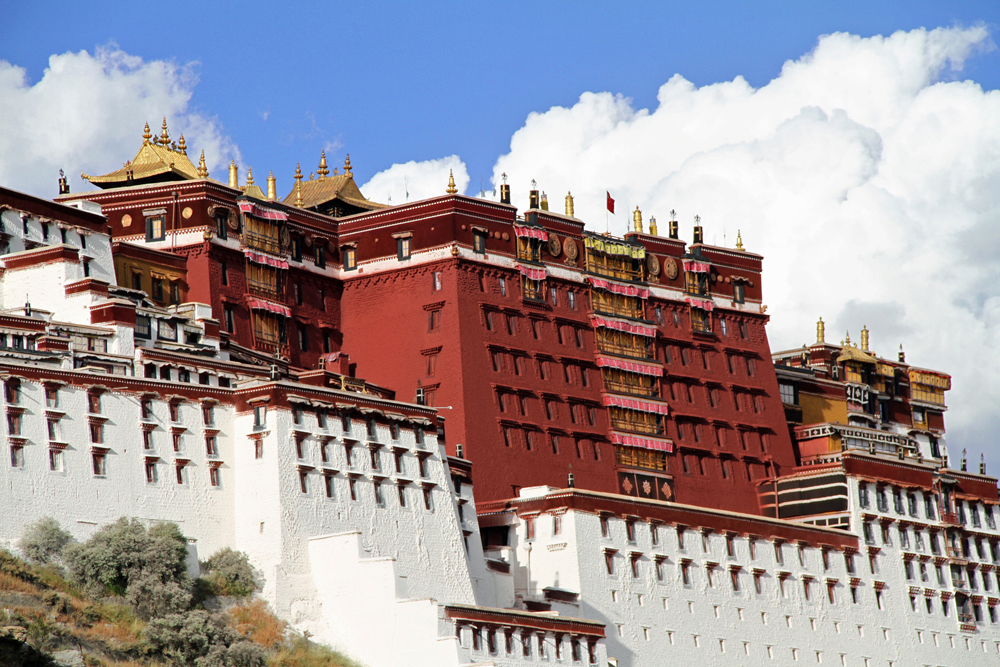
Het Potalapaleis

In de periode die hierop volgde nam de gelug een groot aantal maatregelen om de pas verworven dominantie zo snel mogelijk te verankeren.
De eerste maatregel betrof de bijna totale eliminatie van de jonangtraditie. De jonang werd zo hard aangepakt dat tot ongeveer 1990 werd aangenomen, dat de traditie geheel was geëlimineerd. Pas toen werd ontdekt dat de traditie ruim 300 jaar op beperkte schaal en ondergronds was gecontinueerd.Ook veel kloosters en bezittingen van de kagyü werden in bezit genomen of vernietigd. De werken van schrijvers uit met name de sakyatraditie die commentaar hadden geleverd op de geschriften van de geestelijke vader van het gedachtegoed van de gelug, Tsongkhapa, werden verboden en de blokdrukken daarvan werden vernietigd.
Voor velen in de gelugtraditie gingen deze en andere maatregelen overigens nog niet ver genoeg. Er was een factie in de hiërarchie van de gelug, die na de overwinning in de burgeroorlog verder wenste af te rekenen met de voormalige tegenstanders. Deze factie was voorstander van een staat die feitelijk alleen ruimte zou bieden aan de opvattingen en richtlijnen van Tsongkhapa, zoals zij die interpreteerden. Zij streefden naar de vestiging van een gelug-staat. Vanaf circa 1655 heeft de vijfde dalai lama op dit streven een sterk matigende invloed uitgeoefend.

### Invloed op cultuurhistorische ontwikkeling van Tibetaans boeddhisme
Deze dalai lama heeft daarnaast de cultuurhistorische ontwikkeling van het Tibetaans boeddhisme diepgaand beïnvloed. Voor veel gelovige Tibetanen is de overtuiging dat de dalai lama de emanatie is van Chenrezig even fundamenteel als voor een orthodox christen de opvatting dat Jezus de zoon van God is. Toch is deze emanatieopvatting pas in de zeventiende eeuw door de vijfde dalai lama geformuleerd.
De vijfde dalai lama positioneerde Chenrezig niet alleen als de bodhisattva van het mededogen, maar vooral – en met terugwerkende kracht – ook als de beschermer van Tibet en de centrale figuur in de Tibetaanse geschiedenis. Deze notie verbond hij met een lijn waarin de drie grote Dharma-koningen van het Tibetaanse rijk, (Tri Songtsen Gampo, Tri Songdetsen en Tri Ralpachen), die verantwoordelijk werden gehouden voor de introductie van het boeddhisme in Tibet, eveneens incarnaties werden van Chenrezig, evenals de epische held Gesar uit het Epos van koning Gesar.
Op de plaats van een vroegere burcht uit de zevende eeuw liet de vijfde dalai lama een nieuw paleis bouwen dat hij het Potala noemde, naar het Potolaka, de naam voor het mythische paleis van Chenrezig. Op die manier werd het instituut dalai lama de menselijke vorm van de bodhisattva/beschermer van Tibet en werd een verbinding gemaakt tussen de dalai lama's en het prehistorische verleden van Tibet.

### Een nieuw staatsbestel
De vijfde dalai lama creëerde een staat die vooral gericht was op de uitoefening van het Tibetaans boeddhisme en dat van de gelugtraditie in het bijzonder. Vanaf deze periode neemt het aantal kloosters en monniken van de gelug explosief toe. Hij verbreedde de economische basis van met name de grotere Tibetaanse kloosters door hen uitgebreide landgoederen te geven.
Er had zeker vanaf de achtste eeuw al een vorm van horigheid in Tibet bestaan. Om de vaak zeer uitgestrekte landgoederen van de grote kloosters en de aristocratie te kunnen bewerken werd het systeem van horigheid vanaf deze periode in toenemende mate ingevoerd ten koste van vrije boeren die het land in eigendom bezaten. In de achttiende eeuw was horigheid al de basis van het economisch systeem geworden. In die opvatting dienden de kloosters de economische opbrengst van het systeem aan te wenden voor het organiseren van de cycli van gebedsdiensten, gericht op het verder bevorderen van het boeddhisme.
Er werd zo een uniek politiek systeem gecreëerd, gebaseerd op een wederzijdse relatie tussen seculiere en religieuze sectoren. De Tibetaanse naam voor dat systeem is " chösi nyiden", dat vertaald kan worden als "religie en politieke zaken samengevoegd". Voor de overheid betekende het systeem dat er aanzienlijke overheidsverantwoordelijkheden naar de grondeigenaren werden gedelegeerd, waardoor het vrijwel geen politiemacht of justitiesysteem buiten de steden hoefde te onderhouden. Het systeem verminderde in zeer aanzienlijke mate de noodzaak voor een gelaagde overheidsstructuur, waardoor er geen kosten gemoeid waren met de salariëring van overheidsfunctionarissen en het onderhoud van zeer omvangrijke kloostercomplexen. Deze sociale en politieke ordening van de vijfde dalai lama is grotendeels tot 1959 in stand gebleven.

### Na de dood van de vijfde dalai lama

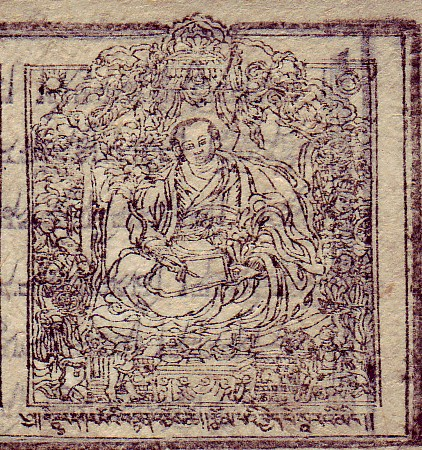
Sanggye Gyatso

In de praktijk liet de dalai lama het dagelijks bestuur van het land over aan een staf van ministers en met name aan de regent. Vanaf 1678 was Sanggye Gyatso de regent. Het hanteren van reïncarnatie als instrument voor opvolging heeft met name voor de hoogste politieke functies het risico dat in het interregnum van minimaal achttien jaar een grote mate van instabiliteit kan ontstaan. Na het overlijden van de vijfde dalai lama in 1682 was dit voor Sanggye Gyatso waarschijnlijk een van de redenen om dat overlijden voor een periode van vijftien jaar geheim te houden. Sanggye Gyatso selecteerde in het geheim wel een nieuwe dalai lama. Dat was Tsangyang Gyatso (1683–1706) die eveneens in het geheim werd opgevoed.
In China was in 1644 de Ming-dynastie vervangen door de Qing-dynastie van de Mantsjoes. Ook de Mantsjoes zagen een aantal Mongoolse stammen en met name de Dzjoengaren als een bedreiging voor de veiligheid van het rijk. De Chinese keizer Kangxi (1654–1722) verdacht de machthebbers in Lhasa vanaf ongeveer 1685 van toenemende sympathie en samenwerking met de leider van de Dzjoengaren, Galdan (1644–1697). Dat was op zich een juiste conclusie. Kangxi had een uitgebreide briefwisseling met – naar hij dacht – de dalai lama over dit aspect. De antwoorden werden ook ondertekend door de vijfde dalai lama, maar waren in feite geschreven door Sanggye Gyatso. Pas na de dood van Galdan maakt hij het overlijden van de dalai lama bekend. Kangxi vatte dit op als een vijftien jaar durend bedrog van de regent, die daarna ook op geen enkele sympathie meer hoefde te rekenen.
Na het eind van de burgeroorlog in 1642 hadden Güshri Khan en zijn directe opvolgers als stamhoofden van de Khoshut-Mongolen zich nauwelijks meer met het bestuur in Tibet, hoewel zij nooit formeel afstand deden van hun rechten als heerser van het gebied.
Die situatie veranderde met de leider van de Koshut aan het begin van de achttiende eeuw, Lhabzang Khan, die de ambitie had weer actief een heersende rol in Tibet te spelen. Hij eiste even na 1702 zijn formele rechten op. Hij bezette met grote instemming van Kangxi het land.

## De periode van de Khoshut-Mongolen (ca. 1705–1717)

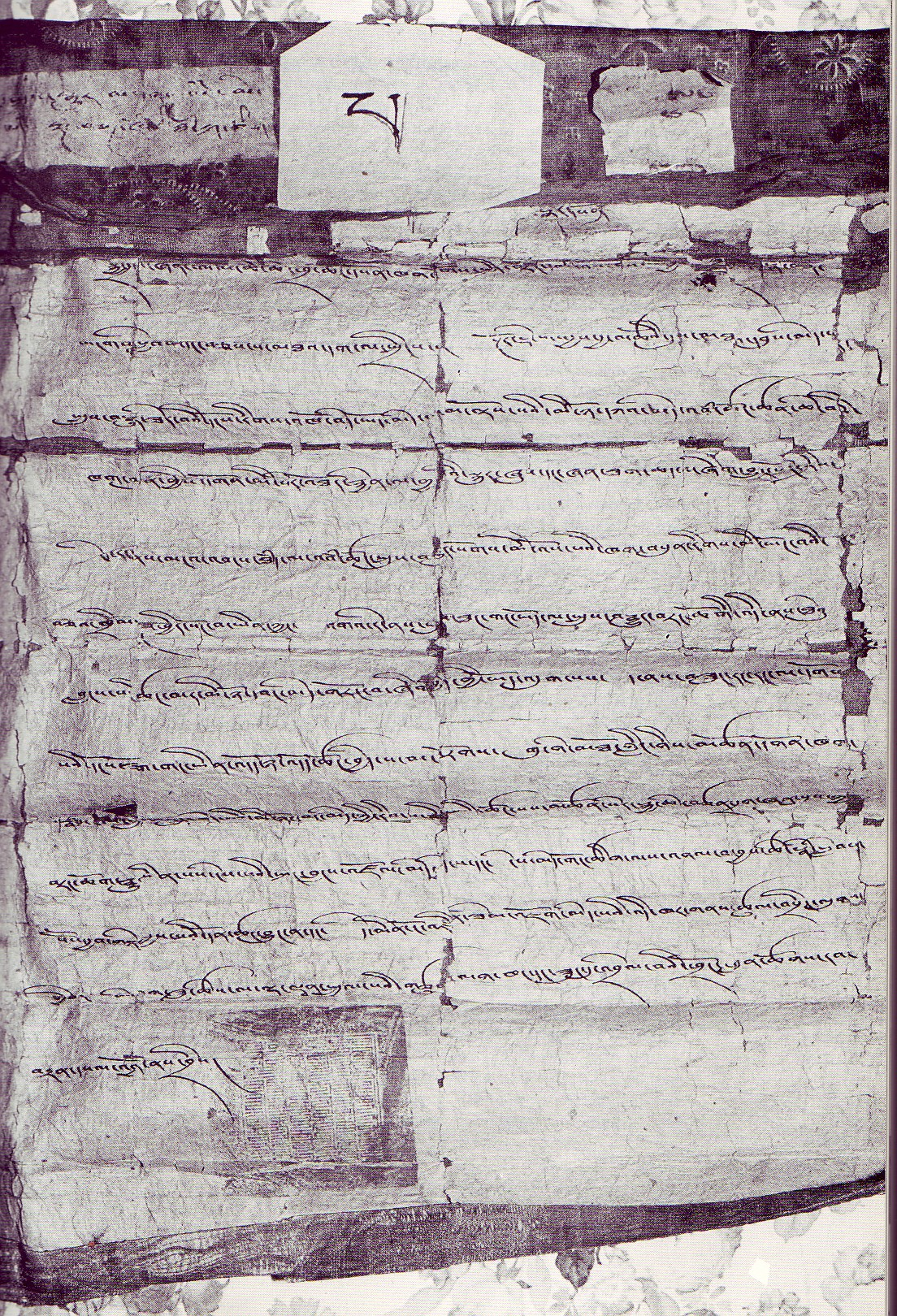
Heerseroorkonde van Lhabzang Khan uit 1707

Lhabzang Khan eiste even na 1702 zijn formele rechten in Tibet op. Aanvankelijk werd besloten dat er sprake zou zijn van gezamenlijk bestuur van Lhabzang Khan en Sanggye Gyatso. Er traden echter al spoedig spanningen op. Sanggye Gyatso probeerde tot tweemaal toe – tevergeefs – Lhabzang Khan te laten vermoorden. In 1705 viel Lhabzang Khan, met instemming van de keizer Kangxi, Tibet met een grote legermacht binnen en bezette het land. Sanggye Gyatso werd daarbij door de Tibetaanse echtgenote van Lhabzang Khan – een vroegere minnares van Sanggye Gyatso – geëxecuteerd.
Na de dood van Sanggye Gyatso besloot Lhabzang Khan zijn positie verder te verankeren door het uitschakelen van de dalai lama Tsangyang Gyatso. Deze had heel andere interesses dan de verantwoordelijkheden, die de uitoefening van dit ambt meebracht.
Tsangyang Gyatso werd vaak in bars gesignaleerd, dronken op straat en in gezelschap van vrienden. Hij had een grote tent aan de voet van de Potala, waar hij en zijn gezelschap ook de vrouwen ontvingen die bij die gelegenheden opgepikt werden.
Güshri Khan had een oprechte verering voor de vijfde dalai lama gevoeld. Lhabzang Khan verachtte Tsangyang Gyatso, maar wist dat de dalai lama bij een deel van de bevolking van Lhasa grote populariteit bezat en zag in hem dus ook een rivaal voor de verankering van zijn macht. Lhabzang Khan zond een brief naar Kangxi met de vraag of hij op diens steun kon rekenen, indien hij de dalai lama zou afzetten. De keizer antwoordde in positieve zin en voegde er het voorstel aan toe, dat Tsangyang Gyatso dan ook maar naar Peking gebracht moest worden.
De volgende stap voor het afzetten van de dalai lama was iets van enige steun te verkrijgen van de hiërarchie van de gelug. De abten van de grote gelugkloosters rondom Lhasa weigerden zich uit te spreken over de afzetting van de dalai lama. Ze ondertekenden echter wel een verklaring dat de bodhi, de geest van de boeddhistische Verlichting, niet langer in Tsangyang Gyatso aanwezig was.Deze verklaring achtte Lhabzang Khan voldoende om Tsangyang Gyatso op te pakken en met een escorte naar Peking te brengen. Tijdens de reis overleed Tsangyang Gyatso, vermoedelijk als gevolg van het moordende tempo van de reis waarvan hij de ontberingen niet meer aankon.
Al spoedig waren er geruchten in Kham, dat in de omgeving van Lithang een nieuwe dalai lama zou zijn gereïncarneerd, de latere Kälsang Gyatso (1708–1757). Die geruchten bereikten ook Centraal-Tibet en Lhabzang Khan, die nu de titel Koning van Tibet droeg. Deze had Tsangyang Gyatso als zesde dalai lama vervangen door Yeshe Gyatso, mogelijk een natuurlijke zoon van hem. Lhabzang Khan zond dan ook een aantal van zijn militaire commandanten naar Lithang om de zaak te onderzoeken. Een van de Tibetaanse commandanten wist ingrijpen van zijn collega's te voorkomen, maar adviseerde de vader van Kälsang Gyatso wel een veiliger plek te vinden.
In 1714 waren er opnieuw troepen van Lhabzang Khan in de buurt en de vader besloot met zijn zoon uit te wijken naar het koninkrijk Dergé. Ook dat werd toch niet als veilig genoeg beschouwd. Een aantal Mongoolse stamhoofden uit Kokonor, die vijandig stonden ten opzichte van Lhabzang Khan zorgden voor vervoer van de familie naar Amdo. Daar kon hij dan uiteindelijk bezocht worden door vertegenwoordigers van de grote kloosters nabij Lhasa en – strikt in het geheim – erkend worden als de nieuwe en zevende dalai lama.
De bezetting van Tibet door Lhabzang Khan en het uitschakelen van de machtbasis van Sanggye Gyatso had de grote instemming van Kangxi gehad. Zijn belangrijkste overweging was dat hiermee de alliantie tussen Sanggye Gyatso en de Dzjoengaren verbroken werd. De Dzjoengaren werden gezien als de belangrijkste bedreiging voor de veiligheid van het rijk.

Het gebied van Kokonor rondom het Qinghaimeer

Omstreeks 1714 was het echter ook Kangxi duidelijk dat er sprake was van oplopende spanningen tussen Lhabzang Khan en andere Mongoolse stamfederaties die nog rondom Kokonor woonden. Het was Kangxi ook duidelijk dat Yeshe Gyatso, de vervanger van Tsangyang Gyatso, nauwelijk enig draagvlak in Centraal-Tibet bezat. Ook de Mongoolse prinsen rondom Kokonor begonnen Kälsang Gyatso in toenemende mate als de rechtmatige dalai lama te zien.
Kangxi zette voorlopig nog de steun aan Lhabzang Khan voort, maar achtte het wijs beleid om een alternatief achter de hand te hebben in de vorm van een relatie met Kälsang Gyatso en de facties die hem als de rechtmatige dalai lama erkenden.
In 1716 werd Kälsang Gyatso door een gemengd Chinees-Mongools-Tibetaans militair escorte naar het klooster Kumbum gebracht.
Een groot deel van de adel in Tibet werkte samen met Lhabzang Khan. De hiërarchie van de gelug en met name de abten van de grote kloosters rondom Lhasa begonnen zich echter van hem af te keren. Zij zochten toenadering tot Tsewang Rabtan (r.1697–1727), de leider van de Dzjoengaren. In 1717 viel zijn broer Tsering Dondup met een strijdmacht Tibet binnen. Dankzij handlangers binnen de stad wisten zij Lhasa relatief gemakkelijk in te nemen. Lhabzang Khan vluchtte met een lijfwacht naar het Potalapaleis maar werd daar omgebracht.

## De periode van de Dzjoengaren (ca. 1717–1720)
De Dzjoengaren waren sinds begin zeventiende eeuw de dominante stam van de federatie van de Oirat-Mongolen. Galdan (1644–1697), een oom van Tsewang Rabtan, was de vorige heerser van de stam geweest. Hij was de laatste Mongoolse leider die de ambitie nastreefde een nieuw groot Mongools Rijk te stichten dat zijn basis zou hebben in Centraal-Azië. Dat streven conflicteerde met het steeds verder oprukken van de Russen in Azië, maar vooral met de uitbreiding van de macht van de Mantsjoes. Na enkele veldtochten van Kangxi werd Galdan in 1697 een definitieve nederlaag toegebracht.
De dood van Galdan betekende echter geenszins het einde van het kanaat Dzjoengarije. Zijn opvolger Tsewang Rabtan stimuleerde de ontwikkeling van landbouw, geïrrigeerde akkerbouw, mijnbouw en vormen van industriële productie. Hij was de eerste Dzjoengaarse leider die zich als heerser van een territoriaal gebied profileerde en minder als een nomadische veroveraar. Kangxi bleef echter de Dzjoengaren als een bedreiging voor de veiligheid van het rijk zien.
Al in 1694 had Tsewang Rabtan van de vijfde dalai lama, maar feitelijk van Sanggye Gyatso, die de dood van dalai lama geheim hield, de titel Erdeni Zoriqtu Hontaiji gekregen. Dat was de hoogste titel die een Mongools heerser kon krijgen na die van khagan.
Na de bezetting van Tibet creëerden de Dzjoengaren daar een regime met trekken van een terreurbewind. Zij brachten ook niet – zoals zij aan de abten beloofd hadden – Kälsang Gyatso mee. Zij plunderden Lhasa en het Potala. Zij introduceerden een vorm van inquisitie, die de grote gelugkloosters onderzocht. Iedereen die geen monnik was moest het klooster verlaten en iedere monnik aan wiens gedrag ook maar een beetje getwijfeld kon worden volgde dat lot. Als buitengewoon fanatieke gelovigen in de gelugdoctrine richtten zij hun acties in Centraal-Tibet vooral op kloosters en bezittingen van de nyingmatraditie.
Kangxi zag de mogelijkheid om Chinese troepen als bevrijders Lhasa te laten binnenrukken en de alliantie van de Dzjoengaren met de hiërarchie van de gelug ongedaan te maken. Een Chinese legermacht verdreef in 1720 de Dzjoengaren uit Tibet en Lhasa en bracht de nieuwe en door iedereen gewenste dalai lama Kälsang Gyatso mee. Dit was de aanvang van de periode van het Chinese protectoraat over Tibet.

## De periode van het Chinese protectoraat (1720–1911)
In 1720 arriveerde Kälsang Gyatso met zijn gevolg in Lhasa, maar kreeg geen gelegenheid enige politieke of bestuurlijke macht uit te oefenen. Er werd een Chinees garnizoen van ongeveer 3000 man in Tibet achtergelaten, waarvan circa 1500 in Lhasa.

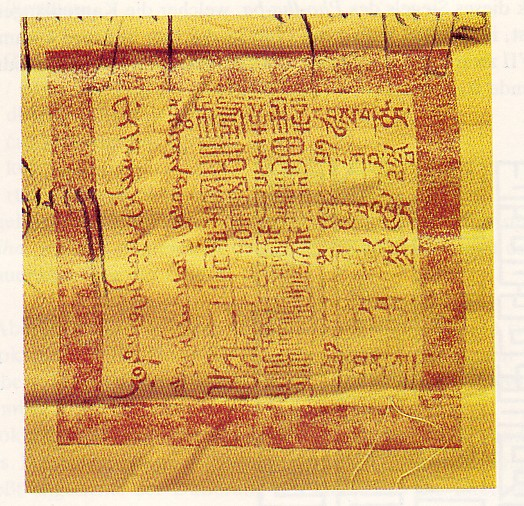
Ambtszegel Pholhanas van de Chinese keizer Yongzheng

In 1724 werd het deel van Kham ten oosten van de rivieren de Drichu en de Jangtsekiang – ongeveer 2/3 deel van het gehele gebied – politiek en administratief onderdeel gemaakt van de provincie Sichuan. Het westelijk deel van Kham – ongeveer 1/3 deel van het gebied – werd onderdeel van Centraal-Tibet en werd verondersteld bestuurd te worden vanuit Lhasa.Vrijwel gelijktijdig werd het gebied van Amdo politiek en administratief onderdeel gemaakt van de toenmalige Chinese provincie Gansu. (In 1929 werd die provincie gesplitst en ontstond als gevolg daarvan de provincie Qinghai, waar Amdo deel van ging uitmaken.)
In de praktijk werd Centraal-Tibet in deze periode geregeerd door een raad van vier Tibetaanse ministers met een toezichthoudende rol door één en later twee Chinese ambans. In 1727 werd Khangchenne, de belangrijkste minister, vermoord. Het gevolg was een nieuwe burgeroorlog van een jaar. Pholhanas,(1689–1747), de belangrijkste bondgenoot van de vermoorde Khangchenne, wist echter al voor de aankomst van een nieuw omvangrijk Chinees leger zijn tegenstanders te verslaan. Hij werd daarna zelf de dominante machtsfactor.
De regeringsperiode van Pholhanas bracht Tibet een tijdperk van 20 jaar rust, stabiliteit en groeiende welvaart. Hij kon de balans vinden tussen het dienen van interne Tibetaanse belangen en dat van de Chinese keizers. Hij overleed in 1747 en zijn zoon Gyurme Namgyal volgde hem op. De ambans verdachten hem – terecht – van pogingen een eind te willen maken aan het Chinese gezag in Centraal-Tibet en daarvoor een nieuwe alliantie met de Dzjoengaren te ambiëren.
De keizer van dat moment, Qianlong (1711–1799) had het Chinese garnizoen in Lhasa tot slechts vijftig man gereduceerd. De keizer nam ook de dringende berichten van de beide ambans over de houding van Gyurme Namgyal niet serieus genoeg en liet weten dat de ambans maar naar eigen bewind van zaken moeten handelen. De ambans zagen in die situatie geen andere oplossing dan Gyurme Namgyal in 1750 te vermoorden. In de volkswoede die hierop volgde werden de beide ambans en een deel van de Chinese gemeenschap in Lhasa gelyncht.
Het gevolg was, dat opnieuw een Chinees leger in Lhasa arriveerde. De regeringsstructuur van Tibet veranderde opnieuw. Het ambt van desi, ofwel regent in Tibet (in de betekenis van minister-president) werd afgeschaft. Hierna werd de term regent alleen gebruikt voor de functionaris die de regeringszaken waarnam tijdens een minderjarigheid of afwezigheid van een dalai lama. De dalai lama werd formeel het hoofd van de regering, met een raad van ministers voor de dagelijkse politieke en bestuurlijke leiding van het Centraal-Tibet. Deze raad werd vanaf dat moment de kashag genoemd en de toezichthoudende rol van de Chinese ambans werd versterkt.

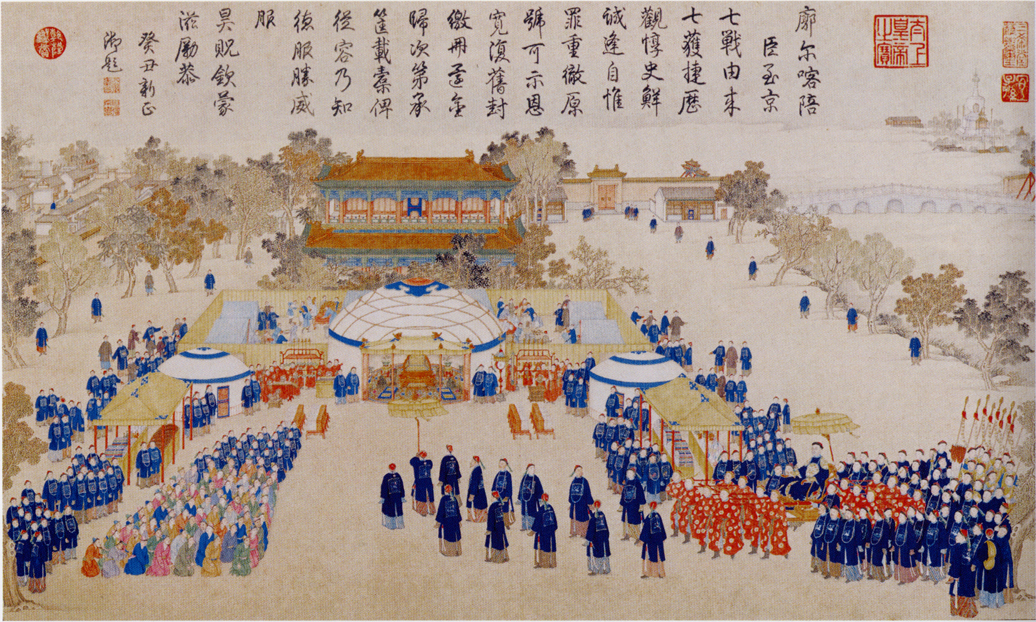
Banket aan het hof van Qianlong bij de viering van de overwinning op het Nepalese leger in 1793

Deze politieke constellatie bleef gehandhaafd tot 1911 met de kanttekening dat het tot het begin van de twintigste eeuw heeft geduurd voordat er weer een dalai lama was, die reële politieke en bestuurlijke macht verkreeg. De zesde tot en met twaalfde dalai lama hebben geen politieke of bestuurlijke macht in Tibet kunnen uitoefenen. Die lag in deze periode in handen van regenten. Vanaf 1750 waren al die regenten tulkus van de gelug met uitzondering van de twee jaar van de leek Wangchug Gyalpo.
In 1788 en 1791 vinder er twee invasies in Tibet door de gurkha's plaats. De interventie van een omvangrijk Chinees leger van circa 20.000 soldaten was noodzakelijk om de gurkha's het land weer uit te drijven. Het Chinese leger achtervolgde het Nepalese leger tot in de directe omgeving van Kathmandu, waar het zich uiteindelijk overgaf. Nepal werd gedwongen een vernederend vredesverdrag te sluiten, waarbij het ook de bevoorrechte handelspositie in Tibet verloor. Het Chinese garnizoen in Tibet werd weer tot 3000 soldaten uitgebreid.

### Verandering in het cultureel klimaat

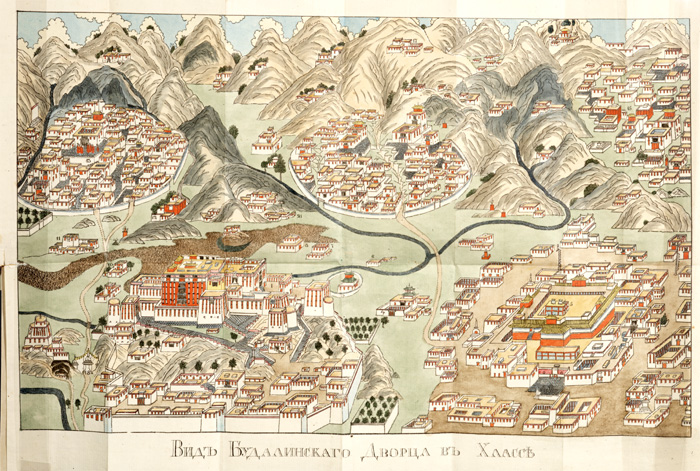
Kaart van Lhasa omstreeks 1812 van Nikita Yakovlevich Bichurin, hoofd van de Russisch-orthodoxe missie in China

Aan het eind van de achttiende eeuw is er in de Tibetaanse geschiedenis een breuk in het culturele klimaat te dateren. In deze periode neemt de macht van de adel in historisch Tibet als stand verder af, neemt het theocratisch element in de samenleving toe, worden er steeds meer monniken als functionaris in Tibet benoemd, ontstaan er xenofobe neigingen en begint het – ook door de Mantsjoes van harte ondersteunde – isolement van Tibet. Het gevolg is een verstarring van verhoudingen in de samenleving van Centraal-Tibet en een toenemende overheersende rol van uiterst conservatieve krachten.

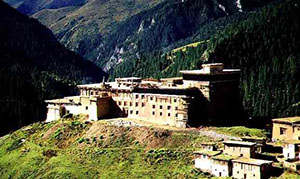
Het klooster Palpung

Er vond een verschuiving plaats van de culturele vitaliteit vanuit Centraal-Tibet naar het oosten. De burgeroorlogen van de zeventiende en achttiende eeuw, de politieke instabiliteit en de maatregelen die noodzakelijk werden geacht de verworven machtspositie van de gelug te verankeren hadden in Centraal-Tibet voor een ander cultureel klimaat gezorgd. Dat kenmerkte zich onder meer door aanzienlijk minder tolerantie van de gelug ten opzichte van andere geestelijke tradities van het Tibetaans boeddhisme en het ontstaan van een invloedrijke sektarische factie binnen die gelug.
Het gevolg daarvan was, dat tradities, zoals met name de kagyu nieuwe ruimte probeerden te vinden in Kham en de Tibetaanse gebieden van Amdo. De in de burgeroorlog van de zeventiende eeuw verslagen kagyu traditie wist in Kham het klooster Palpung te stichten. Het klooster werd spoedig een van de grootste centra voor innovaties van wetenschap en kunst van het Tibetaans boeddhisme. Het klooster lag in het onafhankelijke Tibetaanse koninkrijk Dergé. Uit die relatie groeide in samenwerking met de sakyatraditie de grootste drukkerij die het historisch cultureel Tibet ooit gekend heeft met beroemde blokdrukken van de kangyur, de canon van het Tibetaans boeddhisme.

### Dominante positie Nepal

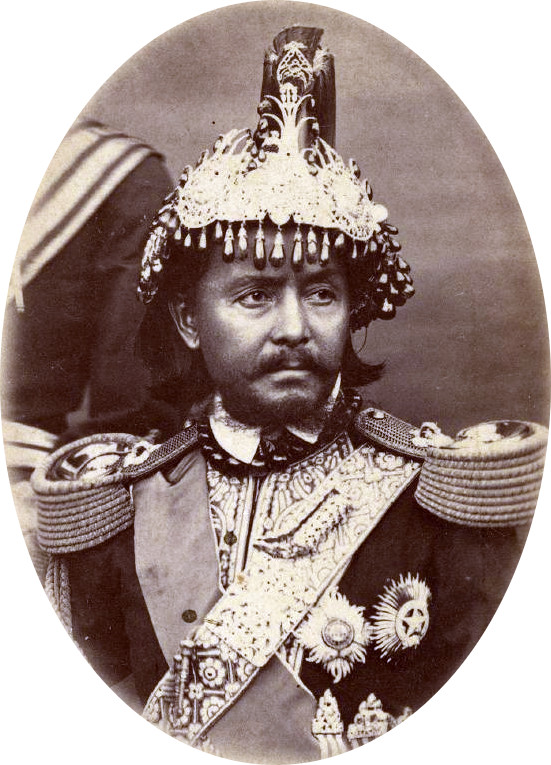
Jung Bahadur Rana.

In de negentiende eeuw vond er weer een verandering in de politieke situatie plaats. De feitelijke invloed van de Qing-dynastie in Tibet neemt vanaf 1840 en na de Eerste Opiumoorlog sterk af. In Nepal veroverde Jung Bahadur Rana in 1846 de regeringsmacht. In zijn buitenlands beleid had Jang Bahadur drie doeleinden:
- Nepal in militair en politiek opzicht tot een regionale grootmacht maken
- Herstel van de bevoorrechte positie van Nepalese handelaren in Tibet
- Revanche op de vernedering in Tibet van 1792.

In 1850 breekt in China de Taiping-opstand uit. Jang Bahadur taxeert – terecht – dat China niet in staat is tot enige militaire actie in Tibet. Dat leidde in 1855 tot de Tibetaans-Nepalese Oorlog. Het resultaat was dat tot aan de Britse Veldtocht in Tibet in 1903 Nepal de dominante van de buitenlandse krachten in Tibet zou zijn.

### Britse Veldtocht en Chinese reactie
Als gevolg van die veldtocht was de dertiende dalai lama Thubten Gyatso (1876–1933) eerst naar Mongolië gevlucht en had daarna jaren in China en Amdo verbleven. Hij keerde pas eind 1909 terug in Lhasa.
Na de Britse Veldtocht was de Chinese regering ervan overtuigd, dat de Britten ieder moment Tibet tot een Brits protectoraat zouden kunnen maken, zoals bijvoorbeeld met Bhutan en Sikkim was gebeurd of zelfs een volgende invasie zouden kunnen ondernemen die rechtstreeks China zou kunnen treffen. Een Chinese troepenmacht probeerde dan ook het gezag te herstellen en trok via Kham in 1910 Lhasa binnen. De dalai lama vluchtte opnieuw, nu naar Darjeeling in Brits-Indië. De Xinhai-revolutie maakte in 1911 een eind aan de Qing-dynastie. De dalai lama riep de onafhankelijkheid van Tibet uit en keerde terug naar Lhasa.

## De periode van onafhankelijkheid (1912–1951)

### Akkoord van Simla

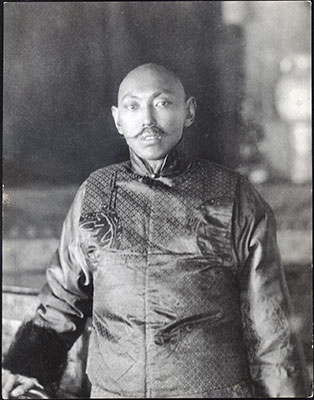
De dertiende dalai lama

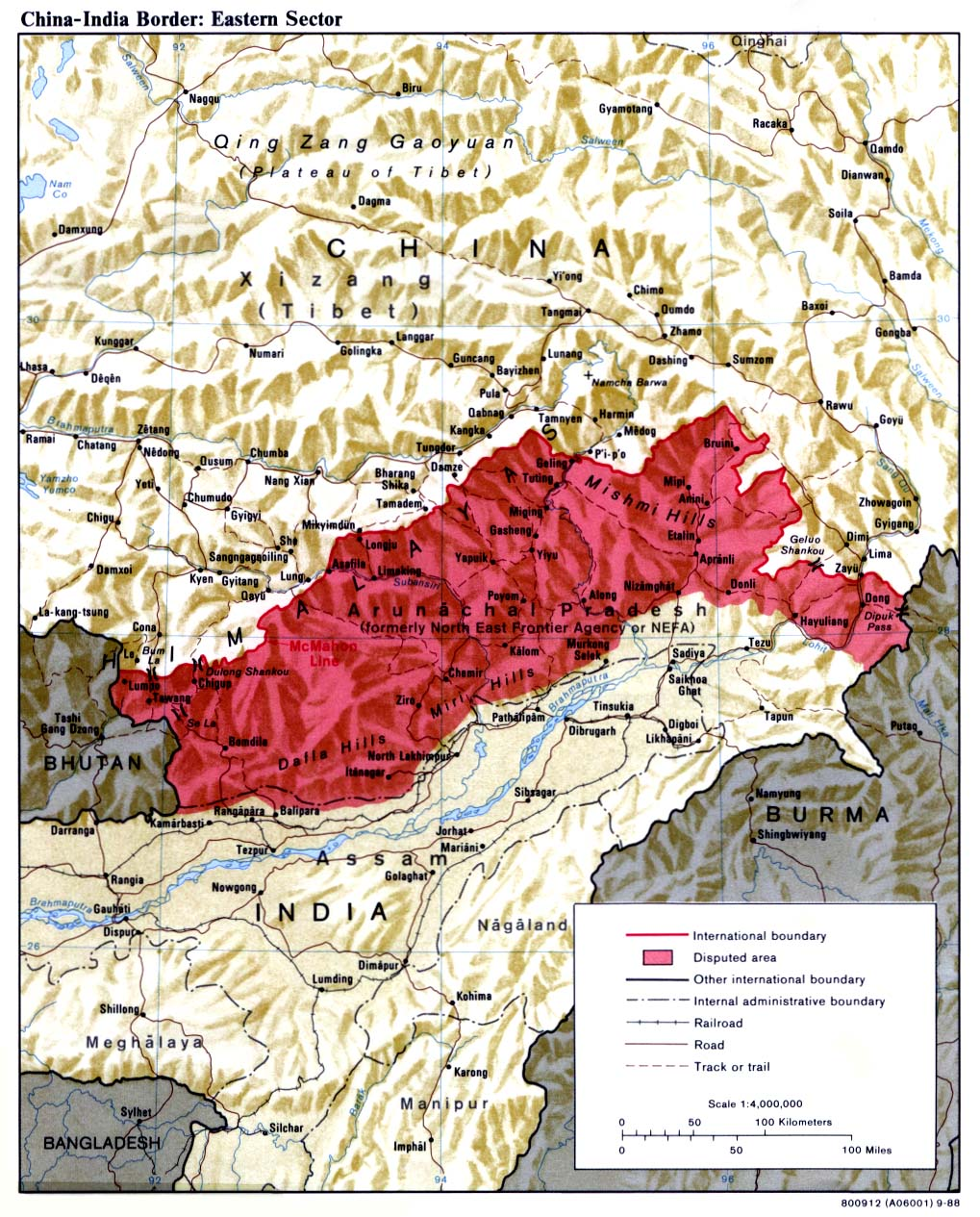
De McMahon-linie:Het rode gebied werd door Tibet aan Brits-Indië afgestaan

In 1912 hadden de laatste Chinese soldaten Tibet verlaten. In dat jaar keerde ook de dalai lama uit India terug. De nieuwe Republiek China weigerde zich bij nieuwe situatie neer te leggen. Na grote Britse druk ging de republiek akkoord met onderhandelingen over de politieke status van Tibet alsmede de grens tussen Tibet en China, de Simla Conventie. De Britse en Tibetaanse belangen hadden enige overeenkomsten, maar waren niet identiek. De Britse regering was geen voorstander van een formele, de jure onafhankelijkheid van Tibet. Een formeel onafhankelijk Tibet zou unilaterale en gelijkwaardige diplomatieke relaties kunnen aangaan met bijvoorbeeld Rusland en dat werd contrair met het Britse belang geacht. Het Britse belang zou het best gediend zijn met een zichzelf besturend Tibet dat nominaal deel uitmaakte van China, maar met beperkte Chinese invloed, terwijl relaties tussen Tibet en andere Europese landen dan vrijwel niet bestaand zouden zijn.
De onderhandelingen leidden tot een tekst met de volgende essenties:
- De gebieden met etnische Tibetanen werden, vergelijkbaar met de situatie in Mongolië, verdeeld in een Buiten-Tibet en Binnen-Tibet.
- Buiten-Tibet (Centraal-Tibet) zou complete effectieve autonomie hebben onder nominale Chinese suzereiniteit. Binnen-Tibet (vooral het grootste deel van Kham) zou onder rechtstreeks Chinees bestuur staan, maar de autonome Tibetaanse regering zou daar verantwoordelijk zijn voor monastieke benoemingen en alles wat met religieuze instituties te maken had.
- Het werd China verboden van Buiten-Tibet een Chinese provincie te maken.
- In Buiten-Tibet zou slechts een amban met een escorte van maximaal 300 man Chinese troepen aanwezig mogen zijn.
- Tibet mocht China niet als een buitenlandse mogendheid zien.
- China en Groot-Brittannië dienden af te zien van toekomstige onderhandelingen met elkaar, maar vooral met andere landen inzake Tibet. Eventuele geschillen tussen Tibet en China over de uitvoering van de overeenkomst zouden voorgelegd worden aan de Britse regering voor billijke aanpassing.

De Tibetaanse en Britse vertegenwoordigers ondertekenden de tekst (bekend als het Akkoord van Simla). De Chinese regering weigerde de tekst te accepteren.
Naast de tekst van het verdrag waren er nog aparte overeenkomsten tussen Tibet en Groot-Brittannië. In een van deze overeenkomsten werd een nieuwe grens bepaald tussen Tibet en Brits-Indië ten oosten van Bhutan. Hierbij werd door Tibet het gebied van de huidige Indiase deelstaat Arunachal Pradesh afgestaan aan Brits-Indië. Ook deze grens, de McMahon-linie, heeft geen enkele Chinese regering ooit erkend en was onder meer aanleiding tot de Chinees-Indiase Oorlog van 1962.

### De vlucht van de pänchen lama

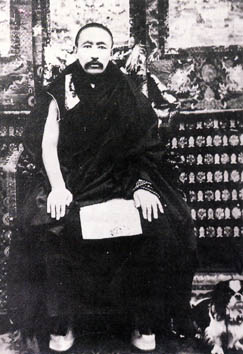
De negende pänchen lama Thubten Chokyi Nyima

Na zijn terugkeer uit India was de dalai overtuigd van de noodzaak van een groter en meer modern uitgerust leger. Voor de financiering daarvan werd een speciale belasting opgelegd aan zowel seculiere als monastieke grootgrondbezitters. De negende pänchen lama Thubten Chokyi Nyima (1883–1937) was een van de grootste grondbezitters van het land. In de negentiende eeuw hadden de pänchen lama's een aanzienlijk belangrijker positie ingenomen dan de negende tot en met twaalfde dalai lama. In 1910 toen de dalai lama naar India vluchtte had de pänchen lama geweigerd zich bij hem te voegen. Gedurende een deel van de ballingschap van de dalai lama verbleef de pänchen lama in de verblijven van de dalai lama in Lhasa en nam deel aan activiteiten van de Chinese amban. Na 1911 weigerden volgelingen van de pänchen lama te assisteren bij de verwijdering van Chinese troepen uit Shigatse, het traditionele thuisgebied van de panchen lama.
Aan de reeds bestaande spanningen tussen beiden werd met deze belastingverplichtingen een nieuw element toegevoegd. Die spanningen escaleerden en leidden in 1923 tot een vlucht van de pänchen lama naar China. Hij zou tot zijn overlijden in 1937 nooit meer in Tibet terugkeren. Door een aanzienlijk deel van de hiërarchie van de gelug werd de vlucht gezien als een gevolg van door hen als zeer ongewenst beschouwde seculiere veranderingen en de op dat moment prominente rol van een Brits gezinde militaire factie in Tibet.

### De oorlogen in Kham

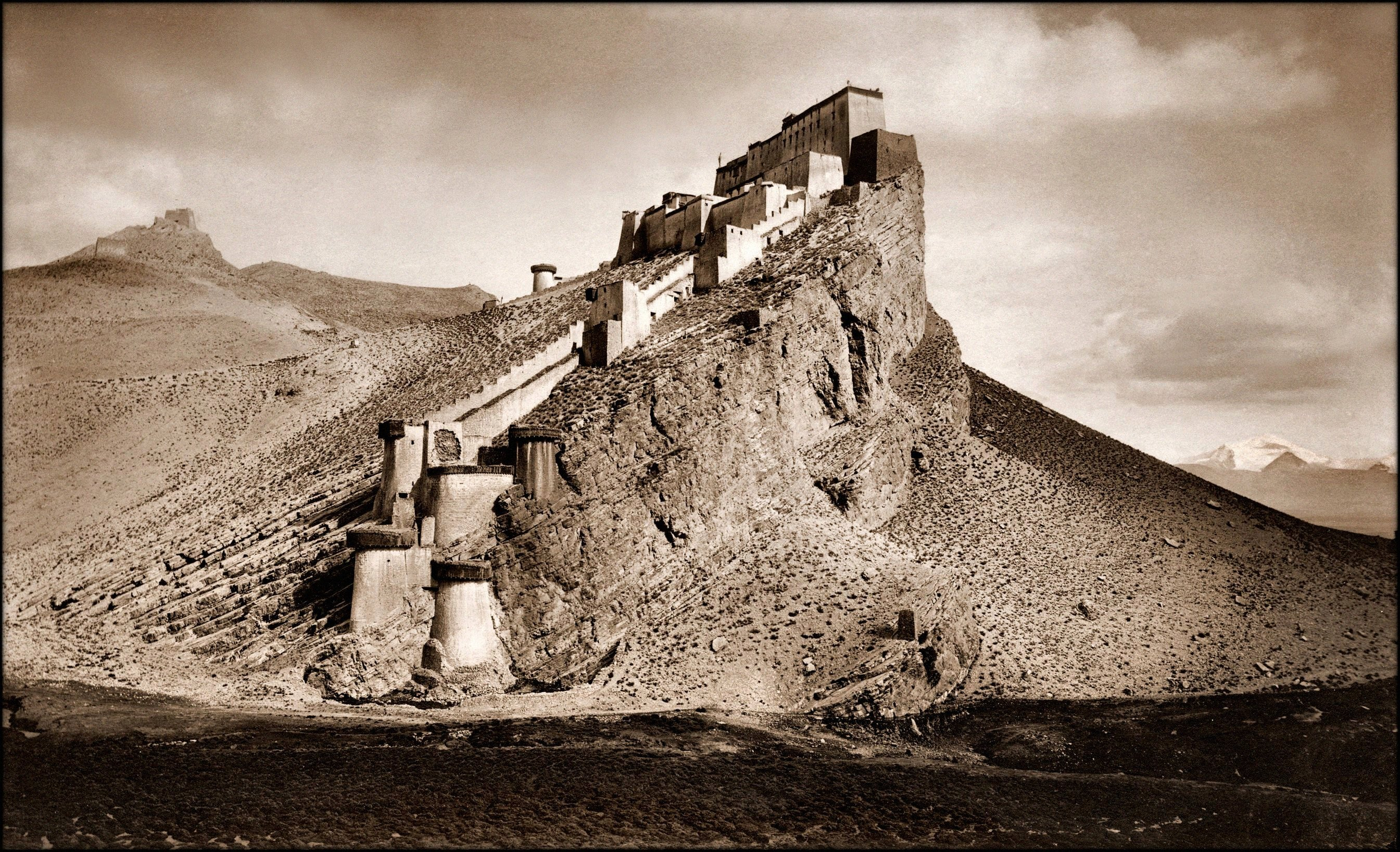
Oude vesting in Kham

De dalai lama zag voor zichzelf als missie om zo veel mogelijk etnische Tibetanen onder gezag van de regering in Lhasa te krijgen. Het nieuwe leger werd dan ook daartoe vooral ingezet in Kham, waarvan het oostelijk deel (ongeveer 2/3 deel) sinds 1724 administratief was ondergebracht bij de Chinese provincie Sichuan. Die provincie werd in deze periode beheerst door de warlord Liu Wenhui. Het Tibetaanse leger behaalde enige successen en de grens tussen Sichuan en Centraal-Tibet werd herhaaldelijk verschoven. In 1932 was de grens tussen het oostelijk en westelijk deel van Kham echter dezelfde als in 1724, waarmee dit onderdeel van het beleid van de dalai lama geheel was mislukt. Die grens is ook de huidige tussen Sichuan en de Tibetaanse Autonome Regio.

### Pogingen tot modernisering
De dalai lama trachtte in de periode tot aan 1927 enkele hervormingen in Tibet door te voeren. Het betrof onder meer hervorming van het onderwijssysteem, strafrecht en – beperkte – introductie van enige moderne technologie. Die pogingen ontmoetten steeds grotere weerstand bij de hiërarchie van de gelug. Na 1927 was de dalai lama dan ook gedwongen die pogingen te staken.

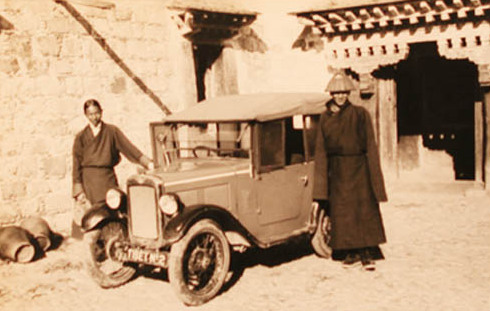
Thubten Kunphela (rechts) naast een Austin Baby 1927. Er waren op dat tijdstip(1932) twee auto's in Tibet aanwezig

### Machtsstrijd om opvolging en regentschap
Na zijn overlijden in 1933 ontstond een machtsstrijd. Daarbij werden seculiere kandidaten als
Thubten Kunphela (1905–1963) en later Lungshar (1880–1938) uitgeschakeld. Er werd via een divinatieprocedure uiteindelijk weer een tulku als regent benoemd, de dan 23-jarige Reting lama, Jampal Yeshe Gyaltsen (1910–1947).

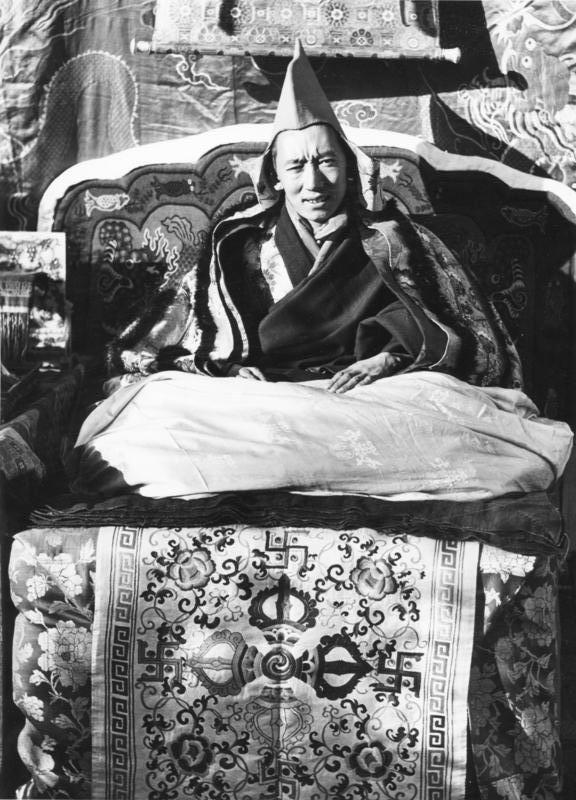
De regent Jampal Yeshe Gyaltsen

De uitschakeling van Thubten Kunphela door hem te verbannen leidde in het westelijk deel van Kham (het door de regering van Tibet gecontroleerde deel) tot een opstand van Khampa's tegen de Tibetaanse regering uitgeroepen door Pandatsang Rapga. Die werd neergeslagen door regeringstroepen, maar versterkte bij veel Khampa's het verlangen naar een onafhankelijke staat Kham, onafhankelijk van zowel China als Lhasa.
In 1937 werd de veertiende dalai lama Tenzin Gyatso (geboren 1935) ontdekt. Het zou tot eind 1939 duren voordat deze in Lhasa aankomt. Het bewind van de regent kenmerkte zich door grote corruptie en het consequent uitschakelen van tegenstanders. In 1941 ontstond er echter een groot probleem. In dat jaar moest de nieuwe dalai lama zijn monniksgelofte afleggen. In de traditie was dat een verantwoordelijkheid voor of de pänchen lama of de regent. Bij het ontbreken van een pänchen lama werd dit nu de plicht van de regent.
Onderdeel van die gelofte is een belofte tot het aangaan van de celibaatsverplichting. De traditie schreef ook voor, dat die belofte alleen in ontvangst genomen kon worden door iemand die zelf in het celibaat leeft. Geestelijken van de gelug werden geacht celibatair te zijn, hoewel homoseksuele contacten in de praktijk werden getolereerd. De Reting Lama had echter een openlijk biseksuele levenswandel waaronder ook verhoudingen met gehuwde vrouwen. Dat maakte het afnemen van de monniksgelofte onmogelijk.
De Reting Lama werd gedwongen terug te treden en werd opgevolgd door een veel oudere tulku, de Tagdrag Rinpoche,Ngawang Sungrab Thutob (1874–1952). Enige jaren later trachtte de Reting Lama de macht weer te heroveren. Hij ondernam in 1947 een poging tot een staatsgreep. Die poging werd verijdeld en de Reting Lama werd gearresteerd. In de gevangenis werd hij vermoord.

## De periode 1950–1959

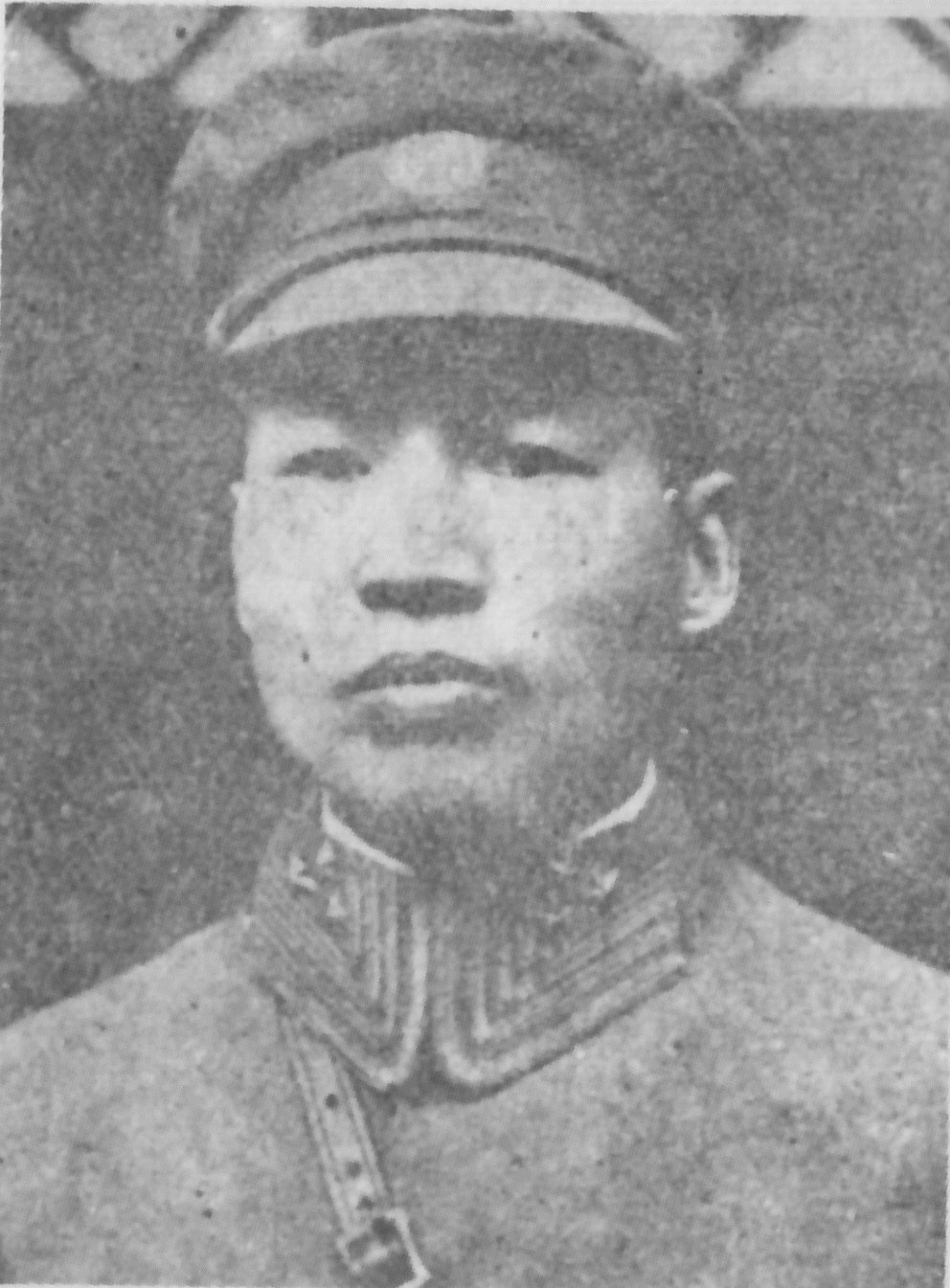
Liu Wenhui, warlord van Sichuan

In 1949 was de nederlaag van de Kwomingtang in China een feit en werd de Volksrepubliek China uitgeroepen. De communistische partij benadrukte de gehele hereniging van China, een punt dat men had overgenomen van de Kwomingtang. De "bevrijding" van Tibet van "imperialistische krachten" en "de re-integratie met het moederland" waren speerpunten van dit beleid. Op 1 januari 1950 meldde de Chinese leiding dat gedurende dat jaar Tibet, Formosa en Hainan, waar de Kwomingtang nog een bruggenhoofd had, bevrijd zouden worden.
Het volksbevrijdingsleger ontmoette bij de opmars door Kham nauwelijks enige tegenstand. De troepen, die de daar nog aanwezige warlord van Sichuan Liu Wenhui tot zijn beschikking had, gaven zich over of sloten zich bij het Chinese leger aan. Ook de Khampa's boden geen tegenstand. Het was voor iedereen duidelijk, dat de verovering van Kham slechts een begin was van een operatie die ook Centraal-Tibet en Lhasa onder Chinees gezag moest brengen. De Khampa's hadden als Tibetaanse boeddhisten uiteraard de gebruikelijke devotie voor de dalai lama, maar voor de regering en het regime in Lhasa voelde men weinig sympathie. Veel Khampa's stonden ronduit vijandig ten opzichte van dat regime.
In oktober 1950 stak het Chinese leger de Jangtsekiang over om bij Chamdo in door de regering van Tibet beheerst gebied binnen te vallen. Het daar aanwezige Tibetaanse leger trok zich terug. Op 19 oktober gaf het zich over. Het volksbevrijdingsleger rukte niet verder op in afwachting van onderhandelingen tussen Lhasa en Peking.

### Het 17-puntenakkoord
Op 23 mei 1951 werd onder immense Chinese druk het zogenaamde 17-puntenakkoord in Peking getekend, dat op 20 oktober van dat jaar werd geratificeerd door de dalai lama, de regering van Tibet en de Nationale Assemblee. Het akkoord regelde de voorwaarden van de vrijwillige terugkeer van Tibet onder Chinees gezag. Tibet ging deel uitmaken van de Volksrepubliek. De regering van Tibet (vanaf dat moment de regionale regering van Tibet) zou alle hulp bieden bij de komst en huisvesting van het volksbevrijdingsleger.
Onderdeel van het 17-puntenakkoord waren een aantal bepalingen die inhielden dat in het tot 1950 door de regering in Lhasa beheerste gebied de op dat moment bestaande sociale ordening en structuur voorlopig zou worden gehandhaafd. Mao Zedong (1893–1976) hoopte op die manier ook de Tibetaanse elite te committeren aan de nieuwe situatie. Globaal kan gesteld worden dat de Chinese politiek om de Tibetaanse elite in te palmen in Centraal-Tibet tot aan 1959 heeft standgehouden. Het was deze elite, de adel en hoogste geestelijkheid, die het meest te verliezen zou hebben bij fundamentele wijziging van de sociale ordening.

### Verzet in Kham
Het 17-puntenakkoord was echter niet van toepassing op het grootste deel van Kham. De Tibetaanse regering in Lhasa had immers nooit de bestuurlijke macht over dat gebied gehad. In 1953 lanceerde de communistische partij haar eerste vijfjarenplan. Het plan beoogde onder meer een radicale hervorming van de landbouwproductie. Land zou moeten worden gecollectiviseerd met het doel de oude hiërarchie van landeigenaren en landloze boeren om te vormen naar coöperatieve vormen, de voorlopers van de latere communes. Dit soort maatregelen stuitte in Kham gelijk op weerstand. Al in 1955 was er sprake van gewapend verzet tegen de Chinezen. In 1957 ontstond de verzetsbeweging de Chushi Gangdruk ("Vier Rivieren, Zes Gebieden"), die vanaf dat jaar logistieke steun en wapenzendingen van de CIA ontving.
Als gevolg van de gevechten ontstond een toenemende stroom vluchtelingen, die de rivier de Drichu overstaken naar Centraal-Tibet. De verhalen van de vluchtelingen werden aanvankelijk nauwelijks geloofd in Lhasa. Tot aan maart 1959 had de meerderheid van de leidende elite in Lhasa, alsmede de dalai lama Tenzin Gyatso, geen ander advies voor de Khampa's dan de wapens neer te leggen, terug te keren naar Kham en te trachten met de Chinezen samen te werken. Begin 1958 begon het Chinese leger een offensief tegen de opstandige Khampa's. Door het geweld werden steeds grotere aantallen Khampa's gedwongen hun toevlucht te zoeken in Centraal-Tibet. In augustus 1958 werd voor het eerst sinds jaren weer een vergadering belegd door de Tibetaanse Nationale Assemblee. Het enige agendapunt is "De manier om de opstand van de Khampa's teniet te doen en de Centrale Regering (bedoeld werd de Chinese regering in Beijing) tevreden te stellen". De vergadering kwam tot geen enkele concrete conclusie.

### Gebeurtenissen in maart 1959

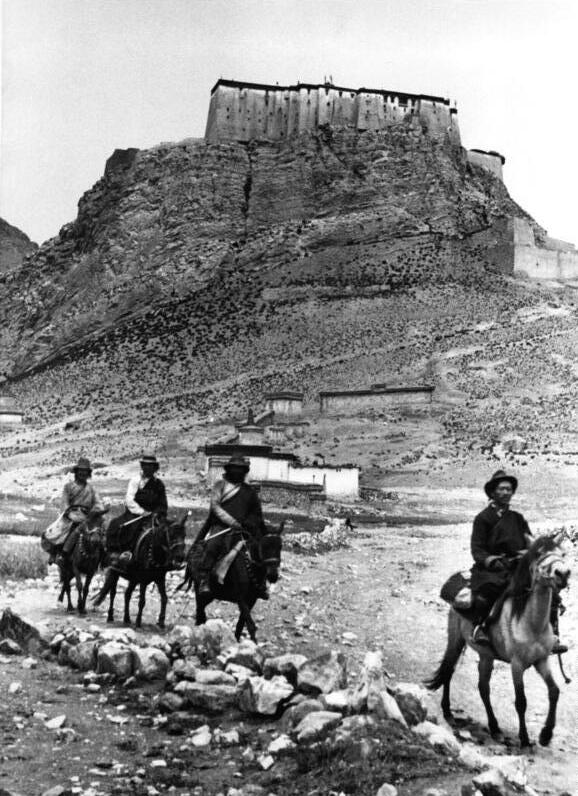
Khampa's

In begin 1959 waren er enkele tienduizenden vluchtelingen uit Kham in Lhasa en omgeving. Het straatbeeld in Lhasa en omgeving werd in belangrijke mate bepaald door gewapende Khampastrijders. Een aantal lagere overheidsfunctionarissen hadden sympathie voor de zaak van de Khampa's. Op 10 maart 1959 zou de dalai lama een voorstelling bijwonen op het hoofdkwartier van de Chinese militaire commandant in Lhasa. Een aantal van die functionarissen verspreidden op 9 maart het gerucht, dat tijdens of direct na de voorstelling de dalai lama door Chinese troepen naar Beijing ontvoerd zou worden. Dat gerucht bracht een grote volksmassa op de been, die zich verzamelde voor het Norbulingka, het paleis waar de dalai lama op dat moment verbleef.
De massa,voor het grootste deel inwoners van Lhasa, trachtte op deze wijze de dalai lama te beschermen, door te verhinderen dat hij naar de voorstelling kon gaan.
Tibetologen en historici (Matthew Kapstein, Sam van Schaik en vooral Tsering Shakya) hebben de beweging de eerste opstand van het "gewone volk" in Tibet genoemd. In hun waardesysteem stond de positie van de dalai lama centraal. De uitholling van zijn positie in de jaren daarvoor werd door hen gezien als bedreiging van en aanval op het Tibetaans boeddhisme zelf, de kern van hun identiteit. De massa was in de eerste plaats tegen de Chinese bezetting. Het werd echter ook heel snel een opstand tegen de – in hun ogen met de Chinezen collaborerende – Tibetaanse elite. Enkele Tibetaanse ministers werden gedood en huizen en bezittingen van andere leden van de Tibetaanse elite werden vernield.
De volgende dagen vonden grote demonstraties plaats, waarin de onafhankelijkheid van het land werd geëist. De demonstranten eisten ook van de dalai lama en de Tibetaanse regering dat die zich achter deze eisen stelden.Op 16 maart trok de Tibetaanse regering de conclusie dat men het Norbulingka moest ontruimen. Als men daar zou blijven zou het paleis het centrum van de volksopstand kunnen worden. Het werd noodzakelijk geacht om afstand te creëren tussen de gebeurtenissen direct buiten het paleis en de dalai lama. Het plan was om de dalai lama naar een veiliger gebied te brengen, van waaruit onderhandeld kon worden met de Chinezen. Op 17 maart lukte het de dalai lama en zijn entourage het paleis te verlaten. Vier dagen later arriveerde de groep in de dzong van Lhuntse, ongeveer 70 kilometer ten noorden van de grens met India. Vanuit hier zou men kunnen onderhandelen met de Chinezen. Er werd een nieuwe Tibetaanse regering gevormd.
Het Chinese leger, dat tot dan toe geen actie had ondernomen, greep op 20 maart hard in. Na drie dagen had het de controle over Lhasa terug. Er zijn zeer wijd uiteenlopende ramingen over het aantal slachtoffers, maar vele duizenden zijn het ongetwijfeld geweest.
De berichten die de dalai lama in de dzong van Lhuntse bereikten waren verward en gedeeltelijk onjuist, zoals meldingen over de vernietiging van het Norbulingka en het Potalapaleis. Mede op basis hiervan werd het besluit genomen dat een verdere aanwezigheid van de dalai lama in Tibet onmogelijk was geworden en besloot men de Indiase grens over te vluchten.
Zodoende begon de ballingschap van de dalai lama.

## De periode 1959–1975
In India verwierp de dalai lama het 17 punten akkoord en riep de onafhankelijkheid van Tibet uit, inclusief Amdo en Kham. Na de vlucht van de dalai lama verliet vrijwel de gehele adel in Tibet het land. Meerdere historici hebben op de paradoxale situatie gewezen dat de groepen die het meest hadden geprofiteerd van de situatie tot aan maart 1959 ook de eerste waren die het land verlieten. Ook de belangrijkste geestelijke leiders zoals de karmapa, de sakya trizin en vele anderen verlieten met hun gevolg het land.
In Tibet zelf werden tienduizenden, waaronder vele monniken opgepakt en in werkkampen en gevangenissen ondergebracht. Velen van hen zouden pas omstreeks 1978 vrijkomen. Formeel werd het Voorbereidingscomité voor de Tibetaanse Autonome Regio nu het bestuursorgaan. Dat was in 1956 opgericht. De voorzitter daarvan was de dalai lama geweest. Het voorzitterschap werd na maart 1959 vervuld door de tiende pänchen lama, Lobsang Trinley Chökyi Gyaltsen (1938–1989), die net als zijn voorganger ook een dalai lama niet in de ballingschap was gevolgd. In de praktijk stelde de autonomie echter niets meer voor en lag de feitelijke macht geheel bij het militaire bestuur over Tibet.

### Wijziging van sociale ordening

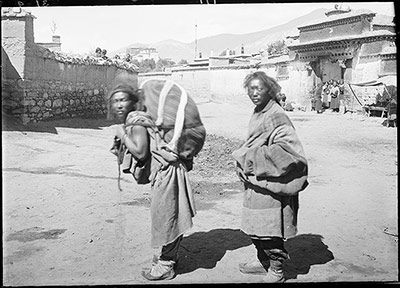
Ook de Ragyabas behoorden tot 1959 tot een onderklasse, waarvan de status erfelijk bepaald was.

De politiek die de Chinezen sinds 1951 hadden gevolgd van handhaven van de toenmalig bestaande sociale ordening en vooral op goede voet blijven met de Tibetaanse elite had gefaald. De Chinese leiding richtte zich nu op het benaderen van de massa's. Tot aan 1959 leefde ruim de helft van de bevolking in Centraal-Tibet nog in een staat van horigheid. Die horigheid werd in dat jaar afgeschaft. In 1960 werd begonnen met de redistributie van het grondbezit. Eerst werd het grondbezit van de vrijwel totaal gevluchte aristocratie aangepakt. Het is voor historici onmogelijk om een volledig beeld te schetsen van de invloed van deze gebeurtenissen op de Tibetaanse bevolking. Er waren ongetwijfeld vele voormalige horigen en landloze boeren die blij waren verlost te zijn van de eeuwenlange overheersing door aristocratische families. De veranderingen werden echter afgedwongen door een bezetter en werden vergezeld van verplicht bij te wonen massabijeenkomsten en propaganda tegen traditionele Tibetaanse waarden. De grond werd ook uitdrukkelijk gegeven als een gift van de communistische partij.

### Ontmanteling van kloosters

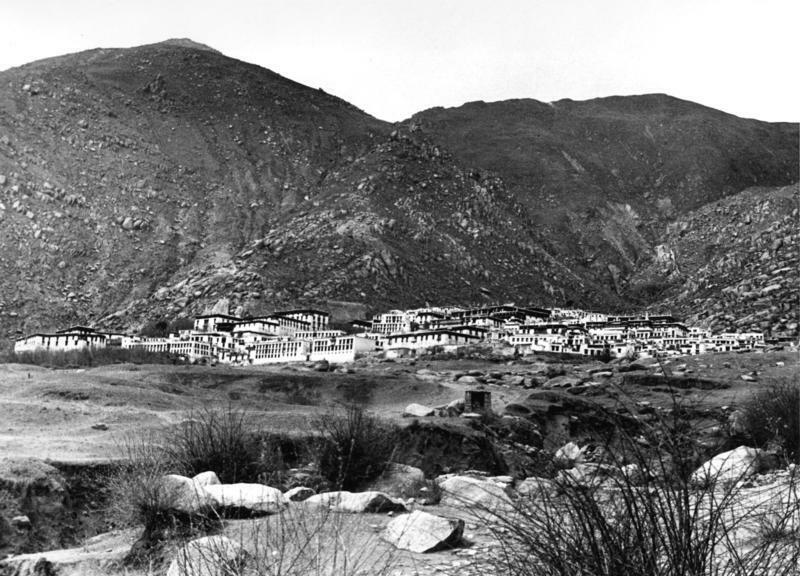
Het grootste Tibetaanse klooster Drepung had in 1950 ongeveer 10.000 monniken,185 landgoederen, 20.000 horigen en 300 weidegronden waar 3000 nomadenfamilies voor het gebruik moesten betalen. Foto 1939

Deze maatregelen waren desastreus voor de Tibetaanse kloosters. Die waren veruit de grootste landeigenaren van Tibet. De kloosters waren voor het handhaven en uitvoeren van de dagelijkse grote gebedsbijeenkomsten, die grote aantallen monniken vereisten, afhankelijk van de opbrengsten van hun grondbezit door de arbeid van hun horigen. Ook veel reizigers uit het westen in Tibet hadden het systeem beschreven in termen van uitbuiting en de positie van de lama's als parasieten. Voor de meeste Tibetanen waren dat irrelevante gedachten omdat de meesten bereid waren de speciale positie van de kloosters te accepteren. De meeste Tibetaanse gezinnen hadden ook een band met een klooster doordat een zoon of ander familielid daar verbleef.
In 1962 was het aantal nog functionerende kloosters teruggebracht van ongeveer 2700 in 1959 tot ongeveer 75 kloosters. In 1959 waren er ongeveer 115.000 monniken. In 1962 nog slechts 5000. De ontmanteling van het monastieke systeem begon dus al ruim voor de aanvang van de Culturele Revolutie. Die ontmanteling was de belangrijkste sociale en politieke gebeurtenis in Tibet sinds de monastieke herleving van het boeddhisme in de elfde eeuw. Het creëerde ook een gevoel bij veel Tibetanen dat veel van wat zij als de kern van hun identiteit zagen aangevallen werd.
In 1965 werd het Voorbereidingscomité opgeheven en werd de formele structuur van de Tibetaanse Autonome Regio van kracht.

### Periode van de Culturele Revolutie
In 1966 was het begin van de Culturele revolutie. De Rode gardisten was eerst een typisch Chinees fenomeen. De Chinese militaire commandant van Tibet trachtte een eigen Tibetaanse Rode Garde te formeren. Op die wijze trachtte hij te voorkomen dat Chinese Rode Gardisten naar Tibet zouden reizen om zijn positie te ondermijnen. Ook bij de Tibetaanse Rode Gardisten lag de nadruk op het vernietigen van de oude orde. Religieuze voorwerpen zoals boeken, gebedsvlaggen, stoepa's werden massaal vernietigd. Alle religieuze feesten, het reciteren van mantras, prostratie, circumbulatie werden verboden. Veel van de – vaak al leegstaande – kloosters werden vernietigd. Hoewel voor een belangrijk deel gemanipuleerd door Chinese kaders werd de meeste vernietiging uitgevoerd door Tibetaanse Rode Gardisten.
De collectieve waanzin bereikte een hoogtepunt in de jaren 1968 en 1969. Dat was ook de bloedigste periode. Er waren toen drie elkaar bestrijdende groepen Tibetaanse Rode Gardisten. Een van die groepen had zijn wortels in voormalige horigen die in 1960 land hadden ontvangen, maar inmiddels gedwongen waren dit onder te brengen in een commune. Hun voornaamste doelwit waren partijfunctionarissen van de op dat moment dominante Namdrel factie van de Rode Garde. Een deel van die voormalige horigen manifesteerde zich als een totaal verknipte herleving van de Tibetaanse cultuur en werd geleid door een voormalige non met de naam Trinle Chodron. Zij beweerde de reïncarnatie te zijn van Brug-mo, een van de vrouwen van de koning uit het Epos van koning Gesar, het belangrijkste heldendicht van Tibet. Mao Zedong was een emanatie van de boeddha Manjushri, die de verantwoordelijkheid droeg voor alle materiële aspecten in Tibet, terwijl zij verantwoordelijk was voor het religieuze aspect. De non stelde ook via een vogel in verbinding te staan met de dalai lama. Tegenstanders werden met extreem geweld om het leven gebracht. Uiteindelijk werd het leger ingezet om de factie te elimineren. Zij voerden nog een strijd in de bergen, maar werden in 1969 gevangengenomen en geëxecuteerd. Dat was het eind van in ieder geval de meest chaotische periode van de Culturele Revolutie in Tibet.

### De guerrilla van de Khampa's
Vanaf 1957 had de CIA de Khampastrijders logistieke steun en wapenzendingen gegeven. Khampa's werden getraind op het eiland
Saipan in de Grote Oceaan en daarna in Camp Hale in Colorado. Na 1959 veranderde de tactiek van de CIA. Er werd nu een grotere operatie opgezet vanuit Mustang, een Nepalese regio aan de grens met Tibet. De opzet was om groepen Khampa's raids in Tibet te laten uitvoeren en bases op te zetten voor verdere guerrilla-acties.
Er werden enige incidentele successen behaald, maar leidde niet tot reële resultaten. Latere verklaringen van betrokken CIA-functionarissen maken ook duidelijk dat de Amerikanen volstrekt niet de illusie of zelfs maar de bedoeling hadden iets bij te dragen aan een bevrijding van Tibet. Het ging in het toenmalige klimaat van de Koude Oorlog om wat speldenprikken richting China.
De Amerikaanse financiële steun werd vanaf 1972 geleidelijk afgebouwd en beëindigd in het kader van de opbouw van diplomatieke betrekkingen tussen de V.S. en China.
In de geschiedschrijving van de Tibetaanse regering in ballingschap wordt deze episode ook nauwelijks vermeld. Er zijn geen herdenkingsdagen of activiteiten voor. Het past niet in het beleid van de regering in ballingschap deze episode actief in de herinnering te houden.

## De periode na 1975

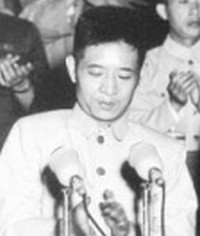
Hu Yaobang

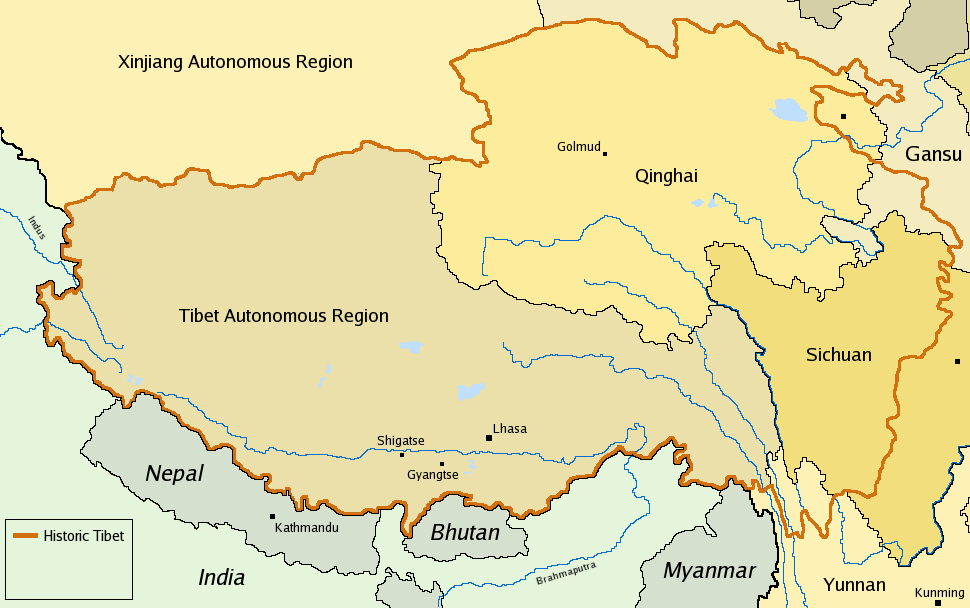
Het gebied binnen de oranje lijn zou de autonome status vergelijkbaar met Hongkong moeten krijgen

Na het eind van de Culturele Revolutie was de economische en materiële situatie in Tibet erbarmelijk. In 1980 onderzocht Hu Yaobang (1915–1989) de situatie in het gebied. Hij beschreef de Chinese politiek in Tibet van de laatste twee decennia als een ramp en kwam met een pakket maatregelen.
De communes werden afgeschaft, land en veestapels werd weer verdeeld onder de boeren. Daarnaast zouden de boeren enkele jaren geen belasting hoeven te betalen. Er kwamen mogelijkheden voor uitoefening en beleving van de Tibetaanse cultuur, onderwijs in het Tibetaans en beperkingen ten aanzien van religieuze activiteiten werden sterk verminderd. In de jaren daarna zouden ook kloosters weer heropgebouwd worden. Het werd mogelijk voor Tibetanen in de ballingschap weer Tibet te bezoeken
Er kwamen besprekingen tot stand met vertegenwoordigers van de Tibetaanse regering in ballingschap die tot in 1986 geduurd hebben, maar uiteindelijk geen resultaat hadden. In 1981 presenteerde de Chinese leiding een voorstel met vijf punten. In ieder geval een van die punten was onaanvaardbaar voor de dalai lama. De inhoud van dat punt was, dat de dalai lama weliswaar dezelfde status zou hebben als voor 1959, maar benoemd zou worden tot een van de vicevoorzitters van het Nationaal Volkscongres, het parlement van de Volksrepubliek China. Hij zou Tibet net zoveel als hij wenste kunnen bezoeken, maar de functie vereiste dat zijn verblijfplaats in Peking zou zijn.
In 1982 werd door vertegenwoordigers van de dalai lama een eigen voorstel geformuleerd. Centraal daarin stond de unificatie van Centraal-Tibet, Amdo en Kham – tezamen ongeveer 25% van het Chinese grondgebied – tot één enkele administratieve en politieke eenheid. Dit gebied zou dan dezelfde status krijgen als Hongkong na de overdracht door Groot-Brittannië aan China. Dit voorstel werd door de Chinezen verworpen.
De dalai lama ging bij het niet kunnen bereiken van een akkoord zich steeds meer richten op het mobiliseren van steun in het Westen. In 1987 hield hij zijn eerste politieke redevoering in de Verenigde Staten. Hij herhaalde daar in essentie de voorstellen die de Chinezen al eerder hadden afgewezen. Het effect was de aanvaarding van een amendement in de Foreign Relations Act, dat de V.S. de behandeling van Tibetanen een element zouden maken van de relatie met China. Dat nieuws bereikte de bevolking in Lhasa, die dat niet helemaal juist interpreteerde en als gevolg daarvan vonden grote demonstraties plaats. Dit was een van de aanleidingen dat Hu Yaobang gedwongen werd af te treden als secretaris-generaal van de communistische partij.
Deng Xiaoping (1904–1997) formuleerde hierna een voorstel, waarin de dalai lama wel in Lhasa kon wonen, onder de voorwaarde dat hij publiek het idee van Tibetaanse onafhankelijkheid verwierp. Het antwoord van de dalai lama was een andere politieke toespraak in Straatsburg met dezelfde essentie als die in de V.S. Dat werd door de Chinese leiding als een indirecte vorm van onafhankelijkheid beschouwd. De toespraak van de dalai lama tijdens het accepteren van de Nobelprijs voor de Vrede werd ook als een pleidooi voor een indirect geformuleerde onafhankelijkheid opgevat.
Inmiddels hadden in maart 1989 bij de herdenking van de gebeurtenissen in maart 1959 zich de grootste demonstraties sinds 30 jaar voorgedaan in Lhasa en was de staat van beleg uitgeroepen. De essentie was dat van Chinese zijde alleen een beperkte culturele autonomie werd geboden en de positie van de dalai lama in de ballingschap ook weinig speelruimte bood. Er waren groepen in de ballingschap als bijvoorbeeld het Tibetaans Jeugdcongres die met niets anders dan volledige onafhankelijkheid genoegen wensten te nemen en al zeer grote moeite hadden met de voorstellen van de dalai lama, Het beperken van de gevraagde speciale gebiedsstatus tot Centraal-Tibet (het gebied dat tot 1950 bestuurd werd door een Tibetaanse regering) was onaanvaardbaar geweest voor de Khampa's en hun in ballingschap geboren nazaten. Zij beschouwden zich als de enigen die in de periode 1955–1959 daadwerkelijk verzet hadden gepleegd en beschouwden velen in de ballingschap nog als voormalige collaborateurs. Er waren ook groeperingen Khampa's in de ballingschap, die pleitten voor een eigen staat Kham, onafhankelijk van Peking maar ook van Lhasa. Een verder toegeven van de dalai lama aan Chinese eisen had in de Tibetaanse gemeenschap in de ballingschap tot een onherstelbare scheuring geleid.
De aanvallen op de dalai lama in de Chinese pers werden steeds feller en bereikten hun hoogtepunt na 1995 toen de dalai lama de opvolging van de in 1989 overleden tiende pänchen lama bekendmaakte. Er zijn sindsdien op lagere niveaus nog wel besprekingen tussen beide partijen geweest, maar die handelden niet meer over de status van Tibet als zodanig.

### Migratie en economische situatie
Een van de meeste beladen onderwerpen is dat van de migratie van Han-Chinezen naar met name de huidige Tibetaanse Autonome Regio, de TAR. In veel beeldvorming zouden Tibetanen in dat gebied al een minderheid zijn. De meest bij het debat betrokken partijen hanteren om ideologische redenen vaak selectieve gegevens. Daarbij worden dan bijvoorbeeld historische cijfers over Centraal-Tibet, (het gebied van de huidige TAR), Kham en Amdo gezamenlijk afgezet tegen hedendaagse cijfers over alleen de Tibetaanse autonome regio of omgekeerd. Het debat wordt ook vaak bemoeilijkt door het soms wel of soms niet mee laten wegen van de floating population. Dat zijn Han-Chinezen die tijdelijk in de regio zijn, zoals onder meer de aanwezigheid van een Chinese troepenmacht. Het aantal daarvan wordt geraamd op ongeveer 130.000 maar kan in tijden van demonstraties en onrust oplopen tot het dubbele.
Een aantal patronen zijn uit rapporten en onderzoeken van onafhankelijke wetenschappers echter wel helder.

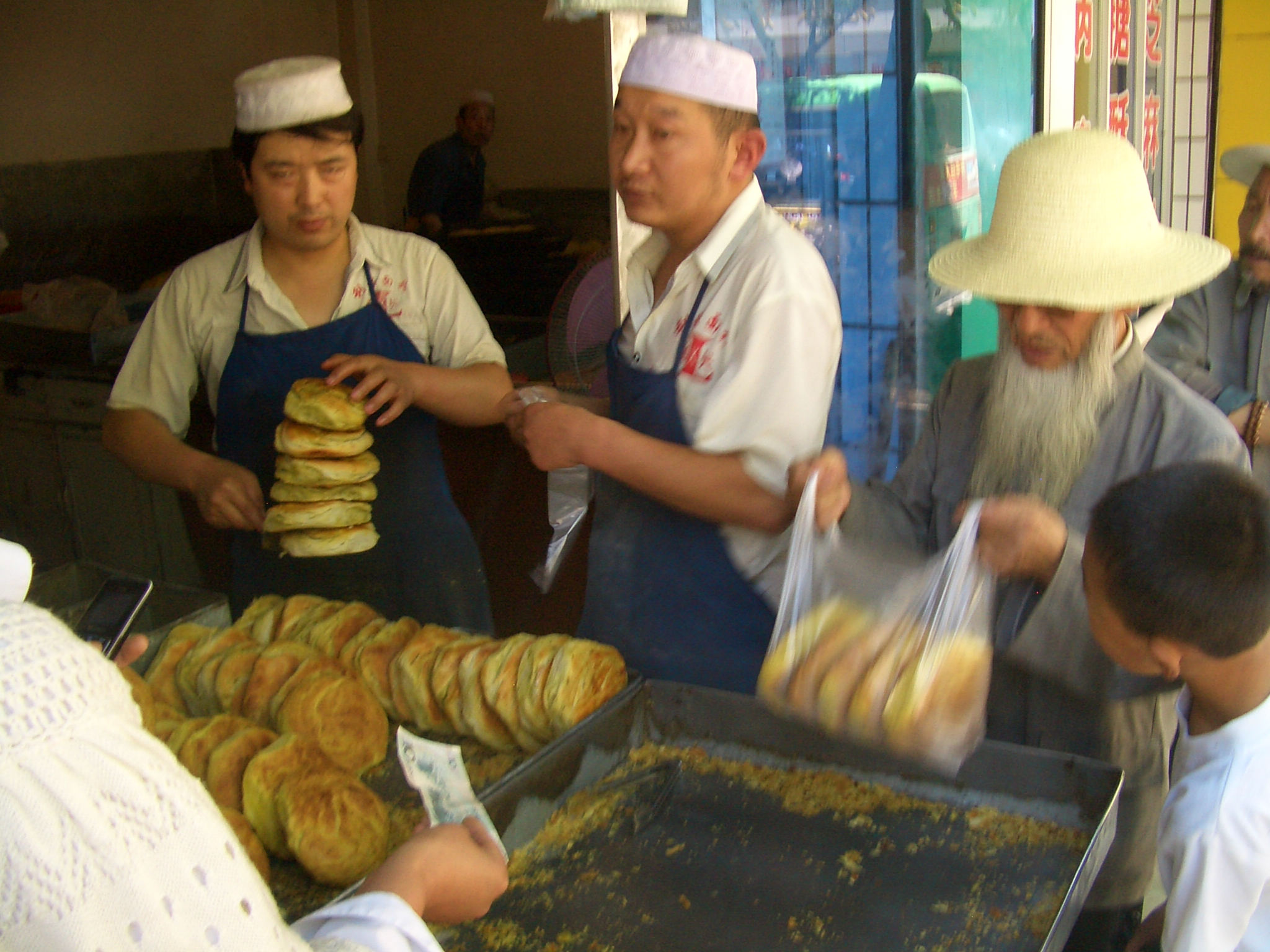
In toenemende mate is vooral het winkelbestand in Lhasa in handen van Hui

De instroom van Han-Chinezen heeft vrijwel uitsluitend plaatsgevonden in de steden en met name in Lhasa. Die werden met name aangetrokken door bonussen en hogere salarissen. Het gebied van de TAR is echter nog een overwegend ruraal gebied. In het hele gebied van de TAR vormen Tibetanen met ongeveer 92% de meerderheid van de totale bevolking in het gebied. In Lhasa is ongeveer de helft van de gevestigde bevolking van het stedelijk gebied Tibetaans.
Er is bij bezoekers vaak een perceptie dat het aantal Han-Chinezen in Lhasa aanmerkelijk groter moet zijn. Onderzoekers verklaren dat onder meer uit het feit, dat er dagelijks tienduizenden Chinese toeristen in Lhasa aanwezig zijn en vooral dat een groot deel van de zichtbare economische activiteit nu in handen van Han-Chinezen is en met name in toenemende door Hui wordt ondernomen. Hun economisch succes werd ook bevorderd door regelgeving dat voor bepaalde vormen van dienstverlening, bijvoorbeeld in het toerisme, een vergunning noodzakelijk was. Die werd alleen verstrekt bij het met goed gevolg afleggen van een examen dat in het Chinees gedaan moest worden.
De dagelijkse spanningen in de laatste jaren zijn ook vooral tussen Tibetanen en Hui. Een aantal publicaties in de laatste jaren vestigt overigens niet alleen de aandacht op etnische en politieke oorzaken van de spanningen. Die publicaties benoemen ook de verschillen tussen diverse bevolkingsgroepen in het kunnen hanteren van de gevolgen van urbanisatie meer in het algemeen.
In 1999 werd een groot investeringsprogramma voor Tibet en andere gebieden in het westen van China van kracht, die ernstig achtergebleven waren bij de economische ontwikkeling in het oosten. Onder dat programma werd de nu gerealiseerde treinverbinding tussen Lhasa en de rest van het land aangelegd. De Tibetaanse autonome regio is echter nog steeds een van de armste gebieden van het land.
Westerse wetenschappers zoals Andrew Fischer stellen dat de grote Chinese staatssteun niet productief is en dat de overwegend rurale Tibetaanse bevolking hiermee niet bereikt wordt en ook geen uitzicht heeft op de voordelen van deze modernisering. De staatssteun gaat vooral naar infrastructuur en stedelijke georganiseerde beroepen. Haast 80% van het Bnp van de TAR is investering, het hoogste cijfer ter wereld. Die investering vindt dan vooral plaats in administratie en infrastructuur. Investeringen in reële productieve sectoren zijn miniem. Er is geen aandacht van de kant van de overheid voor verbeteringen op het gebied van landbouw of beheer van veestapels. De toch al grote ongelijkheid tussen stad en platteland in China is in Tibet verreweg het grootst.

### De Tibetaanse ballingschap
Er wonen anno 2023 ongeveer 6.300.000 Tibetanen in China. Daarvan woont globaal 50% in de Tibetaanse Autonome Regio en ongeveer 25% in zowel Amdo als Kham. Deze verdeling is globaal dezelfde als die al eind achttiende eeuw bestond.
De grootste vluchtelingenstroom uit Tibet vond plaats in de periode 1959–1965. Er zijn in die periode ongeveer 75.000 à 80.000 mensen gevlucht. Het overgrote deel vestigde zich in India en daarna Nepal. Volgens een telling  van de regering in ballingschap uit 2021/2022 woonden er toen ongeveer 150.000 Tibetanen buiten China. Een zeer aanzienlijk deel moet daarvan ook in de ballingschap zijn geboren. In de ballingschap woont dus ongeveer 2% van het totaal aantal Tibetanen.
Begin eenentwintigste eeuw woonden ongeveer 145.000 Tibetanen nog steeds in India en Nepal. De twee decennia daarna is dat aantal in India en Nepal sterk gedaald. Volgens een telling  van de regering in ballingschap uit 2021/2022 woonden er toen ongeveer 75.000 tot 80.000  Tibetanen in India en Nepal. Er zijn drie redenen voor deze daling
- Een zeer laag geboortecijfer onder de Tibetaanse bevolking in die landen.
- Voor 2008 kwamen nog 2000 tot 3000 vluchtelingen per jaar uit Tibet in India en Nepal aan. Dat is in de jaren daarna gedaald tot minder dan gemiddeld 100.
- Er is sprake van een toenemende wens tot emigratie vanuit India naar vooral Noord-Amerika, Australië en daarna West-Europa. Ramingen gaan uit van ongeveer 20.000 Tibetanen in de V.S. in 2022. [5]